# 1001 de filme de văzut într-o viață
1001 de filme de văzut într-o viață (1001 Movies You Must See Before You Die) este o carte de referință despre cinematografie editată de Steven Jay Schneider, cu eseuri originale despre fiecare film, scrise de peste 70 de critici de film. Face parte dintr-o serie concepută și produsă de Quintessence Editions, o companie cu sediul la Londra, și publicată în versiuni în limba engleză de Cassell Illustrated (Marea Britanie), ABC Books (divizia de publicare a Australian Broadcasting Corporation) și Barron's (SUA). Prima ediție a fost publicată în 2003. Cea mai recentă ediție a fost publicată la 1 octombrie 2020. Printre autori se numără Adrian Martin, Jonathan Rosenbaum, Richard Peña, David Stratton și Margaret Pomeranz.
Fiecare titlu este însoțit de un scurt rezumat și de texte de critică, unele cu fotografii. Prezentă cronologic, ediția a 14-a începe cu Voiajul în lună de Georges Méliès din 1902 și se termină în 2020 cu Nomadland de Chloé Zhao.
Cartea a fost populară în Australia, unde a fost cea de-a șaptea cel mai bine vândută carte din țară timp de o săptămână în aprilie 2004 și a fost promovată alături de episodul special Australian Broadcasting Corporation, My Favourite Film.

## Statistici
| Regizor                  |    |
| ------------------------ | -- |
| Alfred Hitchcock         | 16 |
| Ingmar Bergman           | 10 |
| Howard Hawks             | 10 |
| Luis Buñuel              | 9  |
| Stanley Kubrick          | 9  |
| Steven Spielberg         | 9  |
| John Ford                | 8  |
| Jean-Luc Godard          | 8  |
| John Huston              | 8  |
| William Wyler            | 8  |
| Federico Fellini         | 7  |
| Woody Allen              | 6  |
| Robert Altman            | 6  |
| Michelangelo Antonioni   | 6  |
| George Cukor             | 6  |
| Michael Curtiz           | 6  |
| Akira Kurosawa           | 6  |
| David Lean               | 6  |
| Vincente Minnelli        | 6  |
| Michael Powell           | 6  |
| Martin Scorsese          | 6  |
| Billy Wilder             | 6  |
| Robert Bresson           | 5  |
| James Cameron            | 5  |
| Frank Capra              | 5  |
| Fritz Lang               | 5  |
| Emeric Pressburger       | 5  |
| Jean Renoir              | 5  |
| Oliver Stone             | 5  |
| François Truffaut        | 5  |
| Paul Verhoeven           | 5  |
| Orson Welles             | 5  |
| Bernardo Bertolucci      | 4  |
| Tod Browning             | 4  |
| John Cassavetes          | 4  |
| Francis Ford Coppola     | 4  |
| Charlie Chaplin          | 4  |
| Carl Theodor Dreyer      | 4  |
| Sergei Eisenstein        | 4  |
| Rainer Werner Fassbinder | 4  |
| D. W. Griffith           | 4  |
| Werner Herzog            | 4  |
| Krzysztof Kieślowski     | 4  |
| Sidney Lumet             | 4  |
| Peter Jackson            | 4  |
| Ang Lee                  | 4  |
| Barry Levinson           | 4  |
| Joseph L. Mankiewicz     | 4  |
| Leo McCarey              | 4  |
| F. W. Murnau             | 4  |
| Max Ophüls               | 4  |
| Sam Peckinpah            | 4  |
| Otto Preminger           | 4  |
| Nicholas Ray             | 4  |
| Satyajit Ray             | 4  |
| Rob Reiner               | 4  |
| Roberto Rossellini       | 4  |
| Ridley Scott             | 4  |
| Andrei Tarkovsky         | 4  |
| Luchino Visconti         | 4  |

| Țară         |     |
| ------------ | --- |
| SUA          | 569 |
| Franța       | 155 |
| Regatul Unit | 95  |
| Italia       | 73  |
| Germania     | 61  |
| Japonia      | 30  |
| Suedia       | 19  |
| Australia    | 18  |
| Rusia        | 17  |
| Spania       | 14  |
| Hong Kong    | 14  |
| Polonia      | 12  |
| Canada       | 11  |
| China        | 9   |
| India        | 9   |
| Iran         | 9   |
| Cehia        | 9   |
| Taiwan       | 9   |
| Brazilia     | 8   |
| New Zealand  | 8   |
| Mexic        | 8   |
| Netherlands  | 8   |
| Switzerland  | 8   |
| Denmark      | 7   |
| Hungary      | 6   |
| Belgium      | 5   |
| Austria      | 5   |
| Norway       | 3   |
| Portugal     | 3   |
| South Korea  | 3   |
| Ukraine      | 3   |
| Algeria      | 2   |
| Cuba         | 2   |
| Israel       | 2   |
| Finland      | 2   |
| Peru         | 2   |
| Senegal      | 2   |
| Serbia       | 2   |
| Slovakia     | 2   |
| South Africa | 2   |
| Turkey       | 2   |
| Afghanistan  | 1   |
| Argentina    | 1   |
| Armenia      | 1   |
| Bosnia       | 1   |
| Belarus      | 1   |
| Chile        | 1   |
| Egypt        | 1   |
| Greece       | 1   |
| Ireland      | 1   |
| Jamaica      | 1   |
| Mali         | 1   |
| Filipine     | 1   |
| Saudi Arabia | 1   |
| Slovenia     | 1   |
| Vietnam      | 1   |

## Lista
Lista din ediția din 2020.
| 1001 de filme de văzut într-o viață | 1001 de filme de văzut într-o viață                  | 1001 de filme de văzut într-o viață                | 1001 de filme de văzut într-o viață              |
| An                                  | Titlu                                                | Regizor                                            | Țara                                             |
| ----------------------------------- | ---------------------------------------------------- | -------------------------------------------------- | ------------------------------------------------ |
| 1902                                | Le voyage dans la lune                               | Georges Méliès                                     | Franța                                           |
| 1903                                | The Great Train Robbery                              | Edwin S. Porter                                    | SUA                                              |
| 1915                                | The Birth of a Nation                                | D. W. Griffith                                     | SUA                                              |
| 1915                                | Les vampires                                         | Louis Feuillade                                    | Franța                                           |
| 1916                                | Intolerance                                          | D. W. Griffith                                     | SUA                                              |
| 1919                                | Broken Blossoms                                      | D. W. Griffith                                     | SUA                                              |
| 1920                                | The Cabinet of Dr. Caligari                          | Robert Wiene                                       | Germania                                         |
| 1920                                | Within Our Gates                                     | Oscar Micheaux                                     | SUA                                              |
| 1921                                | Orphans of the Storm                                 | D. W. Griffith                                     | SUA                                              |
| 1921                                | Körkarlen                                            | Victor Sjöström                                    | Suedia                                           |
| 1922                                | Dr. Mabuse, der Spieler                              | Fritz Lang                                         | Germania                                         |
| 1922                                | Nanook of the North                                  | Robert J. Flaherty                                 | SUA                                              |
| 1922                                | Nosferatu                                            | F. W. Murnau                                       | Germania                                         |
| 1922                                | Häxan                                                | Benjamin Christensen                               | Suedia, Danemarca                                |
| 1922                                | Foolish Wives                                        | Erich von Stroheim                                 | SUA                                              |
| 1923                                | La souriante Madame Beudet                           | Germaine Dulac                                     | Franța                                           |
| 1923                                | Our Hospitality                                      | Buster Keaton                                      | SUA                                              |
| 1923                                | La roue                                              | Abel Gance                                         | Franța                                           |
| 1924                                | Der letzte Mann                                      | F. W. Murnau                                       | Germania                                         |
| 1924                                | Sherlock Jr.                                         | Buster Keaton                                      | SUA                                              |
| 1924                                | The Great White Silence                              | Herbert Ponting                                    | Regatul Unit                                     |
| 1924                                | Greed                                                | Erich von Stroheim                                 | SUA                                              |
| 1924                                | The Thief of Bagdad                                  | Raoul Walsh                                        | SUA                                              |
| 1925                                | Stachka                                              | Sergei Eisenstein                                  | Rusia (URSS)                                     |
| 1925                                | The Eagle                                            | Clarence Brown                                     | SUA                                              |
| 1925                                | The Phantom of the Opera                             | Rupert Julian                                      | SUA                                              |
| 1925                                | Bronenosets Potyomkin                                | Sergei Eisenstein                                  | Rusia (URSS)                                     |
| 1925                                | The Gold Rush                                        | Charlie Chaplin                                    | SUA                                              |
| 1925                                | The Big Parade                                       | King Vidor                                         | SUA                                              |
| 1926                                | Die Abenteuer des Prinzen Achmed                     | Lotte Reiniger                                     | Germania                                         |
| 1926                                | The General                                          | Buster Keaton, Clyde Bruckman                      | SUA                                              |
| 1927                                | Metropolis                                           | Fritz Lang                                         | Germania                                         |
| 1927                                | Sunrise: A Song of Two Humans                        | F. W. Murnau                                       | SUA                                              |
| 1927                                | The Unknown                                          | Tod Browning                                       | SUA                                              |
| 1927                                | The Jazz Singer                                      | Alan Crosland                                      | SUA                                              |
| 1927                                | Napoléon                                             | Abel Gance                                         | Franța, Italia, Germania, Spain, Suedia, Czechia |
| 1927                                | The Kid Brother                                      | Ted Wilde, J.A. Howe                               | SUA                                              |
| 1928                                | Oktyabr                                              | Sergei Eisenstein                                  | Rusia (URSS)                                     |
| 1928                                | The Crowd                                            | King Vidor                                         | SUA                                              |
| 1928                                | The Docks of New York                                | Josef von Sternberg                                | SUA                                              |
| 1928                                | La passion de Jeanne d'Arc                           | Carl Theodor Dreyer                                | Franța                                           |
| 1928                                | Steamboat Bill, Jr.                                  | Charles Reisner                                    | SUA                                              |
| 1928                                | Potomok Chingis-Khana                                | Vsevolod Pudovkin                                  | Rusia (URSS)                                     |
| 1929                                | Un chien andalou                                     | Luis Buñuel                                        | Franța                                           |
| 1929                                | Prapancha Pash                                       | Franz Osten                                        | Regatul Unit, India, Germania                    |
| 1929                                | Chelovek s kino-apparatom                            | Dziga Vertov                                       | Rusia (URSS)                                     |
| 1929                                | Die Büchse der Pandora                               | G. W. Pabst                                        | Germania                                         |
| 1929                                | Blackmail                                            | Alfred Hitchcock                                   | Regatul Unit                                     |
| 1930                                | L'âge d'or                                           | Luis Buñuel                                        | Franța                                           |
| 1930                                | All Quiet on the Western Front                       | Lewis Milestone                                    | SUA                                              |
| 1930                                | Der blaue Engel                                      | Josef von Sternberg                                | Germania                                         |
| 1930                                | Zemlya                                               | Alexander Dovzhenko                                | Ukraine (URSS)                                   |
| 1931                                | Little Caesar                                        | Mervyn LeRoy                                       | SUA                                              |
| 1931                                | À nous la liberté                                    | René Clair                                         | Franța                                           |
| 1931                                | Limite                                               | Mário Peixoto                                      | Brazil                                           |
| 1931                                | Tabu: A Story of the South Seas                      | F.W. Murnau                                        | SUA                                              |
| 1931                                | City Lights                                          | Charlie Chaplin                                    | SUA                                              |
| 1931                                | Dracula                                              | Tod Browning                                       | SUA                                              |
| 1931                                | Frankenstein                                         | James Whale                                        | SUA                                              |
| 1931                                | The Public Enemy                                     | William A. Wellman                                 | SUA                                              |
| 1931                                | M                                                    | Fritz Lang                                         | Germania                                         |
| 1932                                | Vampyr                                               | Carl Theodor Dreyer                                | Germania, Franța                                 |
| 1932                                | I Am a Fugitive from a Chain Gang                    | Mervyn LeRoy                                       | SUA                                              |
| 1932                                | Boudu sauvé des eaux                                 | Jean Renoir                                        | Franța                                           |
| 1932                                | Love Me Tonight                                      | Rouben Mamoulian                                   | SUA                                              |
| 1932                                | Shanghai Express                                     | Josef von Sternberg                                | SUA                                              |
| 1932                                | Trouble in Paradise                                  | Ernst Lubitsch                                     | SUA                                              |
| 1932                                | Scarface                                             | Howard Hawks                                       | SUA                                              |
| 1932                                | Freaks                                               | Tod Browning                                       | SUA                                              |
| 1933                                | 42nd Street                                          | Lloyd Bacon                                        | SUA                                              |
| 1933                                | Footlight Parade                                     | Lloyd Bacon                                        | SUA                                              |
| 1933                                | The Bitter Tea of General Yen                        | Frank Capra                                        | SUA                                              |
| 1933                                | She Done Him Wrong                                   | Lowell Sherman                                     | SUA                                              |
| 1933                                | Duck Soup                                            | Leo McCarey                                        | SUA                                              |
| 1933                                | Zéro de conduite: Jeunes diables au collège          | Jean Vigo                                          | Franța                                           |
| 1933                                | Gold Diggers of 1933                                 | Mervyn LeRoy                                       | SUA                                              |
| 1933                                | King Kong                                            | Merian C. Cooper, Ernest B. Schoedsack             | SUA                                              |
| 1933                                | Las Hurdes                                           | Luis Buñuel                                        | Spain                                            |
| 1933                                | Sons of the Desert                                   | William A. Seiter                                  | SUA                                              |
| 1933                                | Queen Christina                                      | Rouben Mamoulian                                   | SUA                                              |
| 1934                                | It's a Gift                                          | Norman Z. McLeod                                   | SUA                                              |
| 1934                                | Shen nu                                              | Wu Yonggang                                        | China                                            |
| 1934                                | It Happened One Night                                | Frank Capra                                        | SUA                                              |
| 1934                                | L'Atalante                                           | Jean Vigo                                          | Franța                                           |
| 1934                                | The Black Cat                                        | Edgar G. Ulmer                                     | SUA                                              |
| 1934                                | The Thin Man                                         | W. S. Van Dyke                                     | SUA                                              |
| 1935                                | The 39 Steps                                         | Alfred Hitchcock                                   | Regatul Unit                                     |
| 1935                                | Triumph des Willens                                  | Leni Riefenstahl                                   | Germania                                         |
| 1935                                | Mutiny on the Bounty                                 | Frank Lloyd                                        | SUA                                              |
| 1935                                | A Night at the Opera                                 | Sam Wood                                           | SUA                                              |
| 1935                                | Bride of Frankenstein                                | James Whale                                        | SUA                                              |
| 1935                                | Captain Blood                                        | Michael Curtiz                                     | SUA                                              |
| 1935                                | Top Hat                                              | Mark Sandrich                                      | SUA                                              |
| 1935                                | Peter Ibbetson                                       | Henry Hathaway                                     | SUA                                              |
| 1936                                | Modern Times                                         | Charlie Chaplin                                    | SUA                                              |
| 1936                                | Swing Time                                           | George Stevens                                     | SUA                                              |
| 1936                                | Mr. Deeds Goes to Town                               | Frank Capra                                        | SUA                                              |
| 1936                                | My Man Godfrey                                       | Gregory La Cava                                    | SUA                                              |
| 1936                                | Le roman d'un tricheur                               | Sacha Guitry                                       | Franța                                           |
| 1936                                | Camille                                              | George Cukor                                       | SUA                                              |
| 1936                                | Things to Come                                       | William Cameron Menzies                            | Regatul Unit                                     |
| 1936                                | Dodsworth                                            | William Wyler                                      | SUA                                              |
| 1936                                | Partie de campagne                                   | Jean Renoir                                        | Franța                                           |
| 1937                                | The Awful Truth                                      | Leo McCarey                                        | SUA                                              |
| 1937                                | Pépé le Moko                                         | Julien Duvivier                                    | Franța                                           |
| 1937                                | Make Way for Tomorrow                                | Leo McCarey                                        | SUA                                              |
| 1937                                | La Grande Illusion                                   | Jean Renoir                                        | Franța                                           |
| 1937                                | Stella Dallas                                        | King Vidor                                         | SUA                                              |
| 1937                                | Ye ban ge sheng                                      | Ma-Xu Weibang                                      | China                                            |
| 1937                                | Snow White and the Seven Dwarfs                      | David Hand                                         | SUA                                              |
| 1937                                | Captains Courageous                                  | Victor Fleming                                     | SUA                                              |
| 1937                                | The Life of Emile Zola                               | William Dieterle                                   | SUA                                              |
| 1938                                | The Adventures of Robin Hood                         | Michael Curtiz, William Keighley                   | SUA                                              |
| 1938                                | Angels with Dirty Faces                              | Michael Curtiz                                     | SUA                                              |
| 1938                                | Jezebel                                              | William Wyler                                      | SUA                                              |
| 1938                                | La femme du boulanger                                | Marcel Pagnol                                      | Franța                                           |
| 1938                                | Bringing Up Baby                                     | Howard Hawks                                       | SUA                                              |
| 1938                                | Olympia                                              | Leni Riefenstahl                                   | Germania                                         |
| 1938                                | The Lady Vanishes                                    | Alfred Hitchcock                                   | Regatul Unit                                     |
| 1939                                | Wuthering Heights                                    | William Wyler                                      | SUA                                              |
| 1939                                | Mr. Smith Goes to Washington                         | Frank Capra                                        | SUA                                              |
| 1939                                | Stagecoach                                           | John Ford                                          | SUA                                              |
| 1939                                | Only Angels Have Wings                               | Howard Hawks                                       | SUA                                              |
| 1939                                | Destry Rides Again                                   | George Marshall                                    | SUA                                              |
| 1939                                | Gone with the Wind                                   | Victor Fleming                                     | SUA                                              |
| 1939                                | Le jour se lève                                      | Marcel Carné                                       | Franța                                           |
| 1939                                | Gunga Din                                            | George Stevens                                     | SUA                                              |
| 1939                                | Ninotchka                                            | Ernst Lubitsch                                     | SUA                                              |
| 1939                                | The Wizard of Oz                                     | Victor Fleming                                     | SUA                                              |
| 1939                                | La règle du jeu                                      | Jean Renoir                                        | Franța                                           |
| 1939                                | Zangiku monogatari                                   | Kenji Mizoguchi                                    | Japan                                            |
| 1940                                | His Girl Friday                                      | Howard Hawks                                       | SUA                                              |
| 1940                                | Fantasia                                             | Ben Sharpsteen                                     | SUA                                              |
| 1940                                | Rebecca                                              | Alfred Hitchcock                                   | SUA                                              |
| 1940                                | The Philadelphia Story                               | George Cukor                                       | SUA                                              |
| 1940                                | The Grapes of Wrath                                  | John Ford                                          | SUA                                              |
| 1940                                | The Mortal Storm                                     | Frank Borzage                                      | SUA                                              |
| 1940                                | The Bank Dick                                        | Edward F. Cline                                    | SUA                                              |
| 1940                                | Pinocchio                                            | Ben Sharpsteen                                     | SUA                                              |
| 1941                                | Citizen Kane                                         | Orson Welles                                       | SUA                                              |
| 1941                                | Sergeant York                                        | Howard Hawks                                       | SUA                                              |
| 1941                                | The Lady Eve                                         | Preston Sturges                                    | SUA                                              |
| 1941                                | The Wolf Man                                         | George Waggner                                     | SUA                                              |
| 1941                                | High Sierra                                          | Raoul Walsh                                        | SUA                                              |
| 1941                                | How Green Was My Valley                              | John Ford                                          | SUA                                              |
| 1941                                | Sullivan's Travels                                   | Preston Sturges                                    | SUA                                              |
| 1941                                | The Maltese Falcon                                   | John Huston                                        | SUA                                              |
| 1941                                | Dumbo                                                | Ben Sharpsteen                                     | SUA                                              |
| 1942                                | The Palm Beach Story                                 | Preston Sturges                                    | SUA                                              |
| 1942                                | Now, Voyager                                         | Irving Rapper                                      | SUA                                              |
| 1942                                | To Be or Not to Be                                   | Ernst Lubitsch                                     | SUA                                              |
| 1942                                | The Magnificent Ambersons                            | Orson Welles, Fred Fleck                           | SUA                                              |
| 1942                                | Yankee Doodle Dandy                                  | Michael Curtiz                                     | SUA                                              |
| 1942                                | Mrs. Miniver                                         | William Wyler                                      | SUA                                              |
| 1942                                | Casablanca                                           | Michael Curtiz                                     | SUA                                              |
| 1942                                | Cat People                                           | Jacques Tourneur                                   | SUA                                              |
| 1943                                | Fires Were Started                                   | Humphrey Jennings                                  | Regatul Unit                                     |
| 1943                                | The Ox-Bow Incident                                  | William A. Wellman                                 | SUA                                              |
| 1943                                | The Life and Death of Colonel Blimp                  | Michael Powell, Emeric Pressburger                 | Regatul Unit                                     |
| 1943                                | Meshes of the Afternoon                              | Maya Deren, Alexander Hammid                       | SUA                                              |
| 1943                                | The Seventh Victim                                   | Mark Robson                                        | SUA                                              |
| 1943                                | The Man in Grey                                      | Leslie Arliss                                      | Regatul Unit                                     |
| 1943                                | Shadow of a Doubt                                    | Alfred Hitchcock                                   | SUA                                              |
| 1943                                | Ossessione                                           | Luchino Visconti                                   | Italia                                           |
| 1944                                | Laura                                                | Otto Preminger                                     | SUA                                              |
| 1944                                | Meet Me in St. Louis                                 | Vincente Minnelli                                  | SUA                                              |
| 1944                                | To Have and Have Not                                 | Howard Hawks                                       | SUA                                              |
| 1944                                | Gaslight                                             | George Cukor                                       | SUA                                              |
| 1944                                | Henry V                                              | Laurence Olivier                                   | Regatul Unit                                     |
| 1944                                | Double Indemnity                                     | Billy Wilder                                       | SUA                                              |
| 1944                                | Murder, My Sweet                                     | Edward Dmytryk                                     | SUA                                              |
| 1945                                | Ivan Groznyy                                         | Sergei Eisenstein                                  | Rusia (URSS)                                     |
| 1945                                | Mildred Pierce                                       | Michael Curtiz                                     | SUA                                              |
| 1945                                | Detour                                               | Edgar G. Ulmer                                     | SUA                                              |
| 1945                                | I Know Where I'm Going!                              | Michael Powell, Emeric Pressburger                 | Regatul Unit                                     |
| 1945                                | The Lost Weekend                                     | Billy Wilder                                       | SUA                                              |
| 1945                                | Les enfants du paradis                               | Marcel Carné                                       | Franța                                           |
| 1945                                | San Pietro                                           | John Huston                                        | SUA                                              |
| 1945                                | Brief Encounter                                      | David Lean                                         | Regatul Unit                                     |
| 1945                                | Roma città aperta                                    | Roberto Rossellini                                 | Italia                                           |
| 1946                                | The Best Years of Our Lives                          | William Wyler                                      | SUA                                              |
| 1946                                | Paisà                                                | Roberto Rossellini                                 | Italia                                           |
| 1946                                | The Postman Always Rings Twice                       | Tay Garnett                                        | SUA                                              |
| 1946                                | La belle et la bête                                  | Jean Cocteau                                       | Franța                                           |
| 1946                                | The Killers                                          | Robert Siodmak                                     | SUA                                              |
| 1946                                | It's a Wonderful Life                                | Frank Capra                                        | SUA                                              |
| 1946                                | The Big Sleep                                        | Howard Hawks                                       | SUA                                              |
| 1946                                | Gilda                                                | Charles Vidor                                      | SUA                                              |
| 1946                                | A Matter of Life and Death                           | Michael Powell, Emeric Pressburger                 | Regatul Unit                                     |
| 1946                                | Great Expectations                                   | David Lean                                         | Regatul Unit                                     |
| 1946                                | My Darling Clementine                                | John Ford                                          | SUA                                              |
| 1946                                | Notorious                                            | Alfred Hitchcock                                   | SUA                                              |
| 1947                                | Black Narcissus                                      | Michael Powell, Emeric Pressburger                 | Regatul Unit                                     |
| 1947                                | Out of the Past                                      | Jacques Tourneur                                   | SUA                                              |
| 1947                                | Monsieur Verdoux                                     | Charlie Chaplin                                    | SUA                                              |
| 1947                                | Odd Man Out                                          | Carol Reed                                         | Regatul Unit                                     |
| 1947                                | Secret Beyond the Door...                            | Fritz Lang                                         | SUA                                              |
| 1947                                | The Lady from Shanghai                               | Orson Welles                                       | SUA                                              |
| 1948                                | Ladri di biciclette                                  | Vittorio De Sica                                   | Italia                                           |
| 1948                                | Letter from an Unknown Woman                         | Max Ophüls                                         | SUA                                              |
| 1948                                | Force of Evil                                        | Abraham Polonsky                                   | SUA                                              |
| 1948                                | Xiao cheng zhi chun                                  | Fei Mu                                             | China                                            |
| 1948                                | Red River                                            | Howard Hawks                                       | SUA                                              |
| 1948                                | The Paleface                                         | Norman Z. McLeod                                   | SUA                                              |
| 1948                                | The Snake Pit                                        | Anatole Litvak                                     | SUA                                              |
| 1948                                | Rope                                                 | Alfred Hitchcock                                   | SUA                                              |
| 1948                                | The Red Shoes                                        | Michael Powell, Emeric Pressburger                 | Regatul Unit                                     |
| 1948                                | The Treasure of the Sierra Madre                     | John Huston                                        | SUA                                              |
| 1948                                | Louisiana Story                                      | Robert J. Flaherty                                 | SUA                                              |
| 1949                                | Adam's Rib                                           | George Cukor                                       | SUA                                              |
| 1949                                | The Reckless Moment                                  | Max Ophüls                                         | SUA                                              |
| 1949                                | White Heat                                           | Raoul Walsh                                        | SUA                                              |
| 1949                                | The Heiress                                          | William Wyler                                      | SUA                                              |
| 1949                                | The Third Man                                        | Carol Reed                                         | Regatul Unit                                     |
| 1949                                | Kind Hearts and Coronets                             | Robert Hamer                                       | Regatul Unit                                     |
| 1949                                | Whisky Galore!                                       | Alexander Mackendrick                              | Regatul Unit                                     |
| 1949                                | On the Town                                          | Leonard Bernstein, Roger Edens                     | SUA                                              |
| 1950                                | All About Eve                                        | Joseph L. Mankiewicz                               | SUA                                              |
| 1950                                | The Asphalt Jungle                                   | John Huston                                        | SUA                                              |
| 1950                                | Gun Crazy                                            | Joseph H. Lewis                                    | SUA                                              |
| 1950                                | Orphée                                               | Jean Cocteau                                       | Franța                                           |
| 1950                                | Rashômon                                             | Akira Kurosawa                                     | Japan                                            |
| 1950                                | Winchester '73                                       | Anthony Mann                                       | SUA                                              |
| 1950                                | Rio Grande                                           | John Ford                                          | SUA                                              |
| 1950                                | Sunset Blvd.                                         | Billy Wilder                                       | SUA                                              |
| 1950                                | Los olvidados                                        | Luis Buñuel                                        | Mexico                                           |
| 1950                                | In a Lonely Place                                    | Nicholas Ray                                       | SUA                                              |
| 1951                                | Ace in the Hole                                      | Billy Wilder                                       | SUA                                              |
| 1951                                | The African Queen                                    | John Huston                                        | SUA                                              |
| 1951                                | An American in Paris                                 | Vincente Minnelli                                  | SUA                                              |
| 1951                                | Strangers on a Train                                 | Alfred Hitchcock                                   | SUA                                              |
| 1951                                | A Streetcar Named Desire                             | Elia Kazan                                         | SUA                                              |
| 1951                                | Pandora and the Flying Dutchman                      | Albert Lewin                                       | Regatul Unit                                     |
| 1951                                | A Place in the Sun                                   | George Stevens                                     | SUA                                              |
| 1951                                | The Lavender Hill Mob                                | Charles Crichton                                   | Regatul Unit                                     |
| 1951                                | Journal d'un curé de campagne                        | Robert Bresson                                     | Franța                                           |
| 1951                                | The Day the Earth Stood Still                        | Robert Wise                                        | SUA                                              |
| 1952                                | The Quiet Man                                        | John Ford                                          | SUA                                              |
| 1952                                | Jeux interdits                                       | René Clément                                       | Franța                                           |
| 1952                                | Europa '51                                           | Roberto Rossellini                                 | Italia                                           |
| 1952                                | Singin' in the Rain                                  | Gene Kelly, Stanley Donen                          | SUA                                              |
| 1952                                | The Bad and the Beautiful                            | Vincente Minnelli                                  | SUA                                              |
| 1952                                | Ikiru                                                | Akira Kurosawa                                     | Japan                                            |
| 1952                                | Umberto D.                                           | Vittorio De Sica                                   | Italia                                           |
| 1952                                | High Noon                                            | Fred Zinnemann                                     | SUA                                              |
| 1952                                | Le carrosse d'or                                     | Jean Renoir                                        | Italia, Franța                                   |
| 1953                                | Sommaren med Monika                                  | Ingmar Bergman                                     | Suedia                                           |
| 1953                                | Pickup on South Street                               | Samuel Fuller                                      | SUA                                              |
| 1953                                | The Band Wagon                                       | Vincente Minnelli                                  | SUA                                              |
| 1953                                | Les vacances de Monsieur Hulot                       | Jacques Tati                                       | Franța                                           |
| 1953                                | Madame de...                                         | Max Ophüls                                         | Franța, Italia                                   |
| 1953                                | Le salaire de la peur                                | Henri-Georges Clouzot                              | Franța, Italia                                   |
| 1953                                | The Bigamist                                         | Ida Lupino                                         | SUA                                              |
| 1953                                | The Naked Spur                                       | Anthony Mann                                       | SUA                                              |
| 1953                                | Tôkyô monogatari                                     | Yasujirō Ozu                                       | Japan                                            |
| 1953                                | From Here to Eternity                                | Fred Zinnemann                                     | SUA                                              |
| 1953                                | Ugetsu monogatari                                    | Kenji Mizoguchi                                    | Japan                                            |
| 1953                                | Shane                                                | George Stevens                                     | SUA                                              |
| 1953                                | Gentlemen Prefer Blondes                             | Howard Hawks                                       | SUA                                              |
| 1953                                | Roman Holiday                                        | William Wyler                                      | SUA                                              |
| 1953                                | The Big Heat                                         | Fritz Lang                                         | SUA                                              |
| 1954                                | Viaggio in Italia                                    | Roberto Rossellini                                 | Franța, Italia                                   |
| 1954                                | On the Waterfront                                    | Elia Kazan                                         | SUA                                              |
| 1954                                | La strada                                            | Federico Fellini                                   | Italia                                           |
| 1954                                | A Star Is Born                                       | George Cukor                                       | SUA                                              |
| 1954                                | Rear Window                                          | Alfred Hitchcock                                   | SUA                                              |
| 1954                                | Senso                                                | Luchino Visconti                                   | Italia                                           |
| 1954                                | Silver Lode                                          | Allan Dwan                                         | SUA                                              |
| 1954                                | The Barefoot Contessa                                | Joseph L. Mankiewicz                               | SUA, Italia                                      |
| 1954                                | Shichinin no samurai                                 | Akira Kurosawa                                     | Japan                                            |
| 1954                                | Sanshô dayû                                          | Kenji Mizoguchi                                    | Japan                                            |
| 1954                                | Carmen Jones                                         | Otto Preminger                                     | SUA                                              |
| 1954                                | Johnny Guitar                                        | Nicholas Ray                                       | SUA                                              |
| 1954                                | Salt of the Earth                                    | Herbert J. Biberman                                | SUA                                              |
| 1955                                | All That Heaven Allows                               | Douglas Sirk                                       | SUA                                              |
| 1955                                | Bad Day at Black Rock                                | John Sturges                                       | SUA                                              |
| 1955                                | Les diaboliques                                      | Henri-Georges Clouzot                              | Franța                                           |
| 1955                                | Lola Montès                                          | Max Ophüls                                         | Franța, Germania                                 |
| 1955                                | Pather Panchali                                      | Satyajit Ray                                       | India                                            |
| 1955                                | Ordet                                                | Carl Theodor Dreyer                                | Danemarca                                        |
| 1955                                | Marty                                                | Delbert Mann                                       | SUA                                              |
| 1955                                | Artists and Models                                   | Frank Tashlin                                      | SUA                                              |
| 1955                                | Rebel Without a Cause                                | Nicholas Ray                                       | SUA                                              |
| 1955                                | Les maîtres fous                                     | Jean Rouch                                         | SUA                                              |
| 1955                                | Giv'a 24 Eina Ona                                    | Thorold Dickinson                                  | Israel                                           |
| 1955                                | The Phenix City Story                                | Phil Karlson                                       | SUA                                              |
| 1955                                | The Man with the Golden Arm                          | Otto Preminger                                     | SUA                                              |
| 1955                                | Kiss Me Deadly                                       | Robert Aldrich                                     | SUA                                              |
| 1955                                | Guys and Dolls                                       | Joseph L. Mankiewicz                               | SUA                                              |
| 1955                                | The Night of the Hunter                              | Charles Laughton                                   | SUA                                              |
| 1955                                | The Ladykillers                                      | Alexander Mackendrick                              | Regatul Unit                                     |
| 1955                                | Oklahoma!                                            | Fred Zinnemann                                     | SUA                                              |
| 1955                                | Sommarnattens leende                                 | Ingmar Bergman                                     | Suedia                                           |
| 1956                                | Nuit et brouillard                                   | Alain Resnais                                      | Franța                                           |
| 1956                                | Bob le flambeur                                      | Jean-Pierre Melville                               | Franța                                           |
| 1956                                | The Ten Commandments                                 | Cecil B. DeMille                                   | SUA                                              |
| 1956                                | The Searchers                                        | John Ford                                          | SUA                                              |
| 1956                                | Biruma no tategoto                                   | Kon Ichikawa                                       | Japan                                            |
| 1956                                | Forbidden Planet                                     | Fred M. Wilcox                                     | SUA                                              |
| 1956                                | Written on the Wind                                  | Douglas Sirk                                       | SUA                                              |
| 1956                                | Un condamné à mort s'est échappé                     | Robert Bresson                                     | Franța                                           |
| 1956                                | Bigger Than Life                                     | Nicholas Ray                                       | SUA                                              |
| 1956                                | Invasion of the Body Snatchers                       | Don Siegel                                         | SUA                                              |
| 1956                                | Giant                                                | George Stevens                                     | SUA                                              |
| 1956                                | The Wrong Man                                        | Alfred Hitchcock                                   | SUA                                              |
| 1956                                | High Society                                         | Charles Walters                                    | SUA                                              |
| 1956                                | Aparajito                                            | Satyajit Ray                                       | India                                            |
| 1957                                | 12 Angry Men                                         | Sidney Lumet                                       | SUA                                              |
| 1957                                | Kumonosu-jô                                          | Akira Kurosawa                                     | Japan                                            |
| 1957                                | Paths of Glory                                       | Stanley Kubrick                                    | SUA                                              |
| 1957                                | An Affair to Remember                                | Leo McCarey                                        | SUA                                              |
| 1957                                | Det sjunde inseglet                                  | Ingmar Bergman                                     | Suedia                                           |
| 1957                                | Smultronstället                                      | Ingmar Bergman                                     | Suedia                                           |
| 1957                                | The Incredible Shrinking Man                         | Jack Arnold                                        | SUA                                              |
| 1957                                | Gunfight at the O.K. Corral                          | John Sturges                                       | SUA                                              |
| 1957                                | Le notti di Cabiria                                  | Federico Fellini                                   | Italia, Franța                                   |
| 1957                                | Letyat zhuravli                                      | Mikhail Kalatozov                                  | Rusia (URSS)                                     |
| 1957                                | The Bridge on the River Kwai                         | David Lean                                         | Regatul Unit                                     |
| 1957                                | Sweet Smell of Success                               | Alexander Mackendrick                              | SUA                                              |
| 1957                                | Mother India                                         | Mehboob Khan                                       | India                                            |
| 1958                                | Popiół i diament                                     | Andrzej Wajda                                      | Polonia                                          |
| 1958                                | Bab el hadid                                         | Youssef Chahine                                    | Egypt                                            |
| 1958                                | Touch of Evil                                        | Orson Welles                                       | SUA                                              |
| 1958                                | Gigi                                                 | Vincente Minnelli                                  | SUA                                              |
| 1958                                | The Defiant Ones                                     | Stanley Kramer                                     | SUA                                              |
| 1958                                | Man of the West                                      | Anthony Mann                                       | SUA                                              |
| 1958                                | Vertigo                                              | Alfred Hitchcock                                   | SUA                                              |
| 1958                                | Jalsaghar                                            | Satyajit Ray                                       | India                                            |
| 1958                                | Mon oncle                                            | Jacques Tati                                       | Franța, Italia                                   |
| 1958                                | Some Came Running                                    | Vincente Minnelli                                  | SUA                                              |
| 1958                                | Dracula                                              | Terence Fisher                                     | Regatul Unit                                     |
| 1959                                | Les quatre cents coups                               | François Truffaut                                  | Franța                                           |
| 1959                                | Anatomy of a Murder                                  | Otto Preminger                                     | SUA                                              |
| 1959                                | Apur Sansar                                          | Satyajit Ray                                       | India                                            |
| 1959                                | Some Like It Hot                                     | Billy Wilder                                       | SUA                                              |
| 1959                                | North by Northwest                                   | Alfred Hitchcock                                   | SUA                                              |
| 1959                                | Pickpocket                                           | Robert Bresson                                     | Franța                                           |
| 1959                                | Hiroshima mon amour                                  | Alain Resnais                                      | Franța                                           |
| 1959                                | Ride Lonesome                                        | Budd Boetticher                                    | SUA                                              |
| 1959                                | Orfeu Negro                                          | Marcel Camus                                       | Franța, Brazil                                   |
| 1959                                | Ben-Hur                                              | William Wyler                                      | SUA                                              |
| 1959                                | Shadows                                              | John Cassavetes                                    | SUA                                              |
| 1959                                | Rio Bravo                                            | Howard Hawks                                       | SUA                                              |
| 1959                                | Ukikusa                                              | Yasujirō Ozu                                       | Japan                                            |
| 1960                                | À bout de souffle                                    | Jean-Luc Godard                                    | Franța                                           |
| 1960                                | L'avventura                                          | Michelangelo Antonioni                             | Italia, Franța                                   |
| 1960                                | The Apartment                                        | Billy Wilder                                       | SUA                                              |
| 1960                                | Les yeux sans visage                                 | Georges Franju                                     | Franța, Italia                                   |
| 1960                                | Saturday Night and Sunday Morning                    | Karel Reisz                                        | Regatul Unit                                     |
| 1960                                | La dolce vita                                        | Federico Fellini                                   | Italia, Franța                                   |
| 1960                                | Le trou                                              | Jacques Becker                                     | Franța, Italia                                   |
| 1960                                | Rocco e i suoi fratelli                              | Luchino Visconti                                   | Italia                                           |
| 1960                                | Spartacus                                            | Stanley Kubrick                                    | SUA                                              |
| 1960                                | Hanyo                                                | Kim Ki-young                                       | Coreea de Sud                                    |
| 1960                                | Meghe Dhaka Tara                                     | Ritwik Ghatak                                      | India                                            |
| 1960                                | Psycho                                               | Alfred Hitchcock                                   | SUA                                              |
| 1960                                | Tirez sur le pianiste                                | François Truffaut                                  | Franța                                           |
| 1960                                | Peeping Tom                                          | Michael Powell                                     | Regatul Unit                                     |
| 1960                                | La maschera del demonio                              | Mario Bava                                         | Italia                                           |
| 1961                                | Splendor in the Grass                                | Elia Kazan                                         | SUA                                              |
| 1961                                | Viridiana                                            | Luis Buñuel                                        | Spain, Mexico                                    |
| 1961                                | Breakfast at Tiffany's                               | Blake Edwards                                      | SUA                                              |
| 1961                                | Lola                                                 | Jacques Demy                                       | Franța, Italia                                   |
| 1961                                | The Exiles                                           | Kent Mackenzie                                     | SUA                                              |
| 1961                                | La notte                                             | Michelangelo Antonioni                             | Italia, Franța                                   |
| 1961                                | West Side Story                                      | Robert Wise, Jerome Robbins                        | SUA                                              |
| 1961                                | The Hustler                                          | Robert Rossen                                      | SUA                                              |
| 1961                                | The Ladies Man                                       | Jerry Lewis                                        | SUA                                              |
| 1961                                | Såsom i en spegel                                    | Ingmar Bergman                                     | Suedia                                           |
| 1961                                | Chronique d'un été                                   | Jean Rouch, Edgar Morin                            | Franța                                           |
| 1961                                | L'année dernière à Marienbad                         | Alain Resnais                                      | Franța, Italia                                   |
| 1962                                | Sanma no aji                                         | Yasujirō Ozu                                       | Japan                                            |
| 1962                                | Vivre sa vie: Film en douze tableaux                 | Jean-Luc Godard                                    | Franța                                           |
| 1962                                | Cléo de 5 à 7                                        | Agnès Varda                                        | Franța, Italia                                   |
| 1962                                | Lolita                                               | Stanley Kubrick                                    | SUA, Regatul Unit                                |
| 1962                                | The Man Who Shot Liberty Valance                     | John Ford                                          | SUA                                              |
| 1962                                | Heaven and Earth Magic                               | Harry Everett Smith                                | SUA                                              |
| 1962                                | Lawrence of Arabia                                   | David Lean                                         | Regatul Unit                                     |
| 1962                                | To Kill a Mockingbird                                | Robert Mulligan                                    | SUA                                              |
| 1962                                | O Pagador de Promessas                               | Anselmo Duarte                                     | Brazil, Portugal                                 |
| 1962                                | L'eclisse                                            | Michelangelo Antonioni                             | Italia, Franța                                   |
| 1962                                | Mondo cane                                           | Paolo Cavara, Franco Prosperi, Gualtiero Jacopetti | Italia                                           |
| 1962                                | El Ángel Exterminador                                | Luis Buñuel                                        | Mexico                                           |
| 1962                                | Jules et Jim                                         | François Truffaut                                  | Franța                                           |
| 1962                                | The Longest Day                                      | Ken Annakin, Andrew Marton, Bernhard Wicki         | SUA                                              |
| 1962                                | The Manchurian Candidate                             | John Frankenheimer                                 | SUA                                              |
| 1962                                | What Ever Happened to Baby Jane?                     | Robert Aldrich                                     | SUA                                              |
| 1963                                | 8½                                                   | Federico Fellini                                   | Italia, Franța                                   |
| 1963                                | The Birds                                            | Alfred Hitchcock                                   | SUA                                              |
| 1963                                | Pasażerka                                            | Andrzej Munk                                       | Polonia                                          |
| 1963                                | The Servant                                          | Joseph Losey                                       | Regatul Unit                                     |
| 1963                                | Flaming Creatures                                    | Jack Smith                                         | SUA                                              |
| 1963                                | Khaneh siah ast                                      | Forough Farrokhzad                                 | Iran                                             |
| 1963                                | Hud                                                  | Martin Ritt                                        | SUA                                              |
| 1963                                | Il gattopardo                                        | Luchino Visconti                                   | Italia, Franța                                   |
| 1963                                | Vidas Secas                                          | Nelson Pereira dos Santos                          | Brazil                                           |
| 1963                                | Shock Corridor                                       | Samuel Fuller                                      | SUA                                              |
| 1963                                | Le mépris                                            | Jean-Luc Godard                                    | Franța, Italia                                   |
| 1963                                | Blonde Cobra                                         | Ken Jacobs                                         | SUA                                              |
| 1963                                | The Cool World                                       | Shirley Clarke                                     | SUA                                              |
| 1963                                | The Nutty Professor                                  | Jerry Lewis                                        | SUA                                              |
| 1963                                | The Great Escape                                     | John Sturges                                       | SUA                                              |
| 1963                                | Méditerranée                                         | Jean-Daniel Pollet                                 | Franța                                           |
| 1963                                | Yukinojô henge                                       | Kon Ichikawa                                       | Japan                                            |
| 1963                                | The Haunting                                         | Robert Wise                                        | Regatul Unit                                     |
| 1964                                | Dog Star Man                                         | Stan Brakhage                                      | SUA                                              |
| 1964                                | Goldfinger                                           | Guy Hamilton                                       | Regatul Unit                                     |
| 1964                                | My Fair Lady                                         | George Cukor                                       | SUA                                              |
| 1964                                | Il deserto rosso                                     | Michelangelo Antonioni                             | Italia, Franța                                   |
| 1964                                | Suna no onna                                         | Hiroshi Teshigahara                                | Japan                                            |
| 1964                                | Marnie                                               | Alfred Hitchcock                                   | SUA                                              |
| 1964                                | The Masque of the Red Death                          | Roger Corman                                       | Regatul Unit                                     |
| 1964                                | Prima della rivoluzione                              | Bernardo Bertolucci                                | Italia                                           |
| 1964                                | Dr. Strangelove                                      | Stanley Kubrick                                    | Regatul Unit                                     |
| 1964                                | Deus e o Diabo na Terra do Sol                       | Glauber Rocha                                      | Brazil                                           |
| 1964                                | A Hard Day's Night                                   | Richard Lester                                     | Regatul Unit                                     |
| 1964                                | Les parapluies de Cherbourg                          | Jacques Demy                                       | Franța, Germania                                 |
| 1964                                | Gertrud                                              | Carl Theodor Dreyer                                | Danemarca                                        |
| 1964                                | Mary Poppins                                         | Robert Stevenson                                   | SUA                                              |
| 1964                                | Onibaba                                              | Kaneto Shindo                                      | Japan                                            |
| 1964                                | Il vangelo secondo Matteo                            | Pier Paolo Pasolini                                | Franța, Italia                                   |
| 1965                                | Tini zabutykh predkiv                                | Sergei Parajanov                                   | Ukraine (URSS)                                   |
| 1965                                | Scorpio Rising                                       | Kenneth Anger                                      | SUA                                              |
| 1965                                | Alphaville                                           | Jean-Luc Godard                                    | Franța, Italia                                   |
| 1965                                | Obchod na korze                                      | Ján Kadár, Elmar Klos                              | Czechia, Slovakia (Czechoslovakia)               |
| 1965                                | Doctor Zhivago                                       | David Lean                                         | SUA                                              |
| 1965                                | The War Game                                         | Peter Watkins                                      | Regatul Unit                                     |
| 1965                                | Tôkyô orinpikku                                      | Kon Ichikawa                                       | Japan                                            |
| 1965                                | Giulietta degli spiriti                              | Federico Fellini                                   | Italia, Franța, Germania                         |
| 1965                                | The Sound of Music                                   | Robert Wise                                        | SUA                                              |
| 1965                                | Falstaff (Chimes at Midnight)                        | Orson Welles                                       | Spain, Elveția                                   |
| 1965                                | Faster, Pussycat! Kill! Kill!                        | Russ Meyer                                         | SUA                                              |
| 1965                                | Vinyl                                                | Andy Warhol                                        | SUA                                              |
| 1965                                | Rekopis znaleziony w Saragossie                      | Wojciech Jerzy Has                                 | Polonia                                          |
| 1965                                | Repulsion                                            | Roman Polanski                                     | Regatul Unit                                     |
| 1965                                | Pierrot le fou                                       | Jean-Luc Godard                                    | Franța, Italia                                   |
| 1965                                | Subarnarekha                                         | Ritwik Ghatak                                      | India                                            |
| 1966                                | La Grande Vadrouille                                 | Gérard Oury                                        | Franța, Regatul Unit                             |
| 1966                                | Andrey Rublev                                        | Andrei Tarkovsky                                   | Rusia (URSS)                                     |
| 1966                                | Au hasard Balthazar                                  | Robert Bresson                                     | Franța, Suedia                                   |
| 1966                                | La battaglia di Algeri                               | Gillo Pontecorvo                                   | Algeria, Italia                                  |
| 1966                                | De man die zijn haar kort liet knippen               | André Delvaux                                      | Belgium                                          |
| 1966                                | Hold Me While I'm Naked                              | George Kuchar                                      | SUA                                              |
| 1966                                | Who's Afraid of Virginia Woolf?                      | Mike Nichols                                       | SUA                                              |
| 1966                                | Blowup                                               | Michelangelo Antonioni                             | Regatul Unit, Italia                             |
| 1966                                | Sedmikrásky                                          | Věra Chytilová                                     | Czechia (Czechoslovakia)                         |
| 1966                                | Da zui xia                                           | King Hu                                            | Hong Kong                                        |
| 1966                                | Seconds                                              | John Frankenheimer                                 | SUA                                              |
| 1966                                | Il buono, il brutto, il cattivo                      | Sergio Leone                                       | Italia, Spain                                    |
| 1966                                | Persona                                              | Ingmar Bergman                                     | Suedia                                           |
| 1966                                | Masculin féminin                                     | Jean-Luc Godard                                    | Franța, Suedia                                   |
| 1966                                | Ostře sledované vlaky                                | Jiří Menzel                                        | Czechia (Czechoslovakia)                         |
| 1967                                | Report                                               | Bruce Conner                                       | SUA                                              |
| 1967                                | 2 ou 3 choses que je sais d'elle                     | Jean-Luc Godard                                    | Franța                                           |
| 1967                                | Belle de jour                                        | Luis Buñuel                                        | Franța, Italia                                   |
| 1967                                | Cool Hand Luke                                       | Stuart Rosenberg                                   | SUA                                              |
| 1967                                | Playtime                                             | Jacques Tati                                       | Franța, Italia                                   |
| 1967                                | Csillagosok, katonák                                 | Miklós Jancsó                                      | Hungary, Rusia (URSS)                            |
| 1967                                | The Graduate                                         | Mike Nichols                                       | SUA                                              |
| 1967                                | Point Blank                                          | John Boorman                                       | SUA                                              |
| 1967                                | Les demoiselles de Rochefort                         | Jacques Demy                                       | Franța                                           |
| 1967                                | Week End                                             | Jean-Luc Godard                                    | Franța, Italia                                   |
| 1967                                | Le samouraï                                          | Jean-Pierre Melville                               | Franța, Italia                                   |
| 1967                                | Wavelength                                           | Michael Snow                                       | SUA, Canada                                      |
| 1967                                | Terra em Transe                                      | Glauber Rocha                                      | Brazil                                           |
| 1967                                | In the Heat of the Night                             | Norman Jewison                                     | SUA                                              |
| 1967                                | Marketa Lazarová                                     | František Vláčil                                   | Czechia, Slovakia (Czechoslovakia)               |
| 1967                                | Horí, má panenko                                     | Miloš Forman                                       | Czechia (Czechoslovakia), Italia                 |
| 1967                                | The Jungle Book                                      | Wolfgang Reitherman                                | SUA                                              |
| 1967                                | Bonnie and Clyde                                     | Arthur Penn                                        | SUA                                              |
| 1967                                | Viy                                                  | Konstantin Yershov, Georgi Kropachyov              | Rusia (URSS)                                     |
| 1967                                | David Holzman's Diary                                | Jim McBride                                        | SUA                                              |
| 1967                                | The Producers                                        | Mel Brooks                                         | SUA                                              |
| 1968                                | 2001: A Space Odyssey                                | Stanley Kubrick                                    | Regatul Unit                                     |
| 1968                                | C'era una volta il West                              | Sergio Leone                                       | SUA                                              |
| 1968                                | Faces                                                | John Cassavetes                                    | SUA                                              |
| 1968                                | Planet of the Apes                                   | Franklin J. Schaffner                              | SUA                                              |
| 1968                                | Rosemary's Baby                                      | Roman Polanski                                     | SUA                                              |
| 1968                                | If....                                               | Lindsay Anderson                                   | Regatul Unit                                     |
| 1968                                | Memorias del subdesarrollo                           | Tomás Gutiérrez Alea                               | Cuba                                             |
| 1968                                | High School                                          | Frederick Wiseman                                  | SUA                                              |
| 1968                                | Vargtimmen                                           | Ingmar Bergman                                     | Suedia                                           |
| 1968                                | Night of the Living Dead                             | George A. Romero                                   | SUA                                              |
| 1968                                | Targets                                              | Peter Bogdanovich                                  | SUA                                              |
| 1968                                | Skammen                                              | Ingmar Bergman                                     | Suedia                                           |
| 1968                                | Sayat Nova                                           | Sergei Parajanov                                   | Armenia (URSS)                                   |
| 1968                                | Lucía                                                | Humberto Solás                                     | Cuba                                             |
| 1968                                | In the Year of the Pig                               | Emile de Antonio                                   | SUA                                              |
| 1969                                | Gaav                                                 | Dariush Mehrjui                                    | Iran                                             |
| 1969                                | Z                                                    | Costa-Gavras                                       | Franța, Algeria                                  |
| 1969                                | Fellini – Satyricon                                  | Federico Fellini                                   | Italia                                           |
| 1969                                | Midnight Cowboy                                      | John Schlesinger                                   | SUA                                              |
| 1969                                | Butch Cassidy and the Sundance Kid                   | George Roy Hill                                    | SUA                                              |
| 1969                                | Easy Rider                                           | Dennis Hopper                                      | SUA                                              |
| 1969                                | Kes                                                  | Ken Loach                                          | Regatul Unit                                     |
| 1969                                | The Wild Bunch                                       | Sam Peckinpah                                      | SUA                                              |
| 1969                                | Ma nuit chez Maud                                    | Éric Rohmer                                        | Franța                                           |
| 1969                                | Le chagrin et la pitié                               | Marcel Ophüls                                      | Franța, Germania, Elveția                        |
| 1970                                | Tristana                                             | Luis Buñuel                                        | Franța, Italia, Spain                            |
| 1970                                | Il conformista                                       | Bernardo Bertolucci                                | Italia, Franța                                   |
| 1970                                | Le boucher                                           | Claude Chabrol                                     | Franța                                           |
| 1970                                | El topo                                              | Alejandro Jodorowsky                               | Mexico                                           |
| 1970                                | Five Easy Pieces                                     | Bob Rafelson                                       | SUA                                              |
| 1970                                | Deep End                                             | Jerzy Skolimowski                                  | Regatul Unit, Polonia, Germania                  |
| 1970                                | Strategia del ragno                                  | Bernardo Bertolucci                                | Italia                                           |
| 1970                                | Ucho                                                 | Karel Kachyňa                                      | Czechia (Czechoslovakia)                         |
| 1970                                | Little Big Man                                       | Arthur Penn                                        | SUA                                              |
| 1970                                | Patton                                               | Franklin J. Schaffner                              | SUA                                              |
| 1970                                | L'uccello dalle piume di cristallo                   | Dario Argento                                      | Italia, Germania                                 |
| 1970                                | M*A*S*H                                              | Robert Altman                                      | SUA                                              |
| 1970                                | Zabriskie Point                                      | Michelangelo Antonioni                             | SUA                                              |
| 1970                                | Performance                                          | Donald Cammell, Nicolas Roeg                       | Regatul Unit                                     |
| 1970                                | Woodstock                                            | Michael Wadleigh                                   | SUA                                              |
| 1970                                | Gimme Shelter                                        | Albert and David Maysles, Charlotte Zwerin         | SUA                                              |
| 1970                                | Il giardino dei Finzi Contini                        | Vittorio de Sica                                   | Italia, Germania                                 |
| 1970                                | Wanda                                                | Barbara Loden                                      | SUA                                              |
| 1971                                | Xia nü                                               | King Hu                                            | Taiwan                                           |
| 1971                                | Dirty Harry                                          | Don Siegel                                         | SUA                                              |
| 1971                                | A Clockwork Orange                                   | Stanley Kubrick                                    | Regatul Unit                                     |
| 1971                                | McCabe & Mrs. Miller                                 | Robert Altman                                      | SUA                                              |
| 1971                                | Willy Wonka & the Chocolate Factory                  | Mel Stuart                                         | SUA                                              |
| 1971                                | The Devils                                           | Ken Russell                                        | Regatul Unit                                     |
| 1971                                | The Hired Hand                                       | Peter Fonda                                        | SUA                                              |
| 1971                                | W.R. – Misterije organizma                           | Dušan Makavejev                                    | Serbia (Yugoslavia), Germania                    |
| 1971                                | Walkabout                                            | Nicolas Roeg                                       | Regatul Unit                                     |
| 1971                                | Klute                                                | Alan J. Pakula                                     | SUA                                              |
| 1971                                | Harold and Maude                                     | Hal Ashby                                          | SUA                                              |
| 1971                                | The French Connection                                | William Friedkin                                   | SUA                                              |
| 1971                                | Get Carter                                           | Mike Hodges                                        | Regatul Unit                                     |
| 1971                                | Shaft                                                | Gordon Parks                                       | SUA                                              |
| 1971                                | Sweet Sweetback's Baadasssss Song                    | Melvin Van Peebles                                 | SUA                                              |
| 1971                                | The Last Picture Show                                | Peter Bogdanovich                                  | SUA                                              |
| 1971                                | Le souffle au coeur                                  | Louis Malle                                        | Franța, Italia, Germania                         |
| 1971                                | Straw Dogs                                           | Sam Peckinpah                                      | Regatul Unit                                     |
| 1971                                | Two-Lane Blacktop                                    | Monte Hellman                                      | SUA                                              |
| 1971                                | Wake in Fright                                       | Ted Kotcheff                                       | Australia, SUA                                   |
| 1972                                | Aguirre, der Zorn Gottes                             | Werner Herzog                                      | Germania, Peru, Mexico                           |
| 1972                                | Még kér a nép                                        | Miklós Jancsó                                      | Hungary                                          |
| 1972                                | Deliverance                                          | John Boorman                                       | SUA                                              |
| 1972                                | Cabaret                                              | Bob Fosse                                          | SUA                                              |
| 1972                                | Solyaris                                             | Andrei Tarkovsky                                   | Rusia (URSS)                                     |
| 1972                                | Viskningar och rop                                   | Ingmar Bergman                                     | Suedia                                           |
| 1972                                | Le charme discret de la bourgeoisie                  | Luis Buñuel                                        | Franța, Italia, Spain                            |
| 1972                                | The Godfather                                        | Francis Ford Coppola                               | SUA                                              |
| 1972                                | Ultimo tango a Parigi                                | Bernardo Bertolucci                                | Italia, Franța                                   |
| 1972                                | Die bitteren Tränen der Petra von Kant               | Rainer Werner Fassbinder                           | Germania                                         |
| 1972                                | Fat City                                             | John Huston                                        | SUA                                              |
| 1972                                | The Heartbreak Kid                                   | Elaine May                                         | SUA                                              |
| 1972                                | Frenzy                                               | Alfred Hitchcock                                   | Regatul Unit                                     |
| 1972                                | Pink Flamingos                                       | John Waters                                        | SUA                                              |
| 1972                                | Sleuth                                               | Joseph L. Mankiewicz                               | SUA                                              |
| 1972                                | Super Fly                                            | Gordon Parks Jr.                                   | SUA                                              |
| 1972                                | The Harder They Come                                 | Perry Henzell                                      | Jamaica                                          |
| 1973                                | American Graffiti                                    | George Lucas                                       | SUA                                              |
| 1973                                | The Sting                                            | George Roy Hill                                    | SUA                                              |
| 1973                                | La maman et la putain                                | Jean Eustache                                      | Franța                                           |
| 1973                                | High Plains Drifter                                  | Clint Eastwood                                     | SUA                                              |
| 1973                                | Badlands                                             | Terrence Malick                                    | SUA                                              |
| 1973                                | Papillon                                             | Franklin J. Schaffner                              | SUA, Franța                                      |
| 1973                                | The Long Goodbye                                     | Robert Altman                                      | SUA                                              |
| 1973                                | The Wicker Man                                       | Robin Hardy                                        | Regatul Unit                                     |
| 1973                                | Enter the Dragon                                     | Robert Clouse                                      | Hong Kong, SUA                                   |
| 1973                                | Serpico                                              | Sidney Lumet                                       | SUA, Italia                                      |
| 1973                                | Don't Look Now                                       | Nicolas Roeg                                       | Regatul Unit, Italia                             |
| 1973                                | La nuit américaine                                   | François Truffaut                                  | Franța                                           |
| 1973                                | Mean Streets                                         | Martin Scorsese                                    | SUA                                              |
| 1973                                | Sleeper                                              | Woody Allen                                        | SUA                                              |
| 1973                                | The Exorcist                                         | William Friedkin                                   | SUA                                              |
| 1973                                | F for Fake                                           | Orson Welles                                       | Franța, Iran, Germania                           |
| 1973                                | Pat Garrett & Billy the Kid                          | Sam Peckinpah                                      | SUA                                              |
| 1973                                | Turks fruit                                          | Paul Verhoeven                                     | Netherlands                                      |
| 1973                                | El espíritu de la colmena                            | Víctor Erice                                       | Spain                                            |
| 1973                                | La planète sauvage                                   | René Laloux                                        | Czechia (Czechoslovakia), Franța                 |
| 1973                                | Amarcord                                             | Federico Fellini                                   | Italia, Franța                                   |
| 1974                                | Angst essen Seele auf                                | Rainer Werner Fassbinder                           | Germania                                         |
| 1974                                | The Towering Inferno                                 | John Guillermin                                    | SUA                                              |
| 1974                                | Bring Me the Head of Alfredo Garcia                  | Sam Peckinpah                                      | SUA, Mexico                                      |
| 1974                                | The Godfather: Part II                               | Francis Ford Coppola                               | SUA                                              |
| 1974                                | The Conversation                                     | Francis Ford Coppola                               | SUA                                              |
| 1974                                | Chinatown                                            | Roman Polanski                                     | SUA                                              |
| 1974                                | A Woman Under the Influence                          | John Cassavetes                                    | SUA                                              |
| 1974                                | Young Frankenstein                                   | Mel Brooks                                         | SUA                                              |
| 1974                                | The Texas Chain Saw Massacre                         | Tobe Hooper                                        | SUA                                              |
| 1974                                | Blazing Saddles                                      | Mel Brooks                                         | SUA                                              |
| 1974                                | Céline et Julie vont en bateau                       | Jacques Rivette                                    | Franța                                           |
| 1975                                | Dersu Uzala                                          | Akira Kurosawa                                     | Rusia (URSS), Japan                              |
| 1975                                | Zerkalo                                              | Andrei Tarkovsky                                   | Rusia (URSS)                                     |
| 1975                                | Barry Lyndon                                         | Stanley Kubrick                                    | Regatul Unit, SUA                                |
| 1975                                | The Rocky Horror Picture Show                        | Jim Sharman                                        | Regatul Unit, SUA                                |
| 1975                                | Jeanne Dielman, 23, quai du commerce, 1080 Bruxelles | Chantal Akerman                                    | Belgium, Franța                                  |
| 1975                                | O thiasos                                            | Theodoros Angelopoulos                             | Greece                                           |
| 1975                                | Monty Python and the Holy Grail                      | Terry Gilliam, Terry Jones                         | Regatul Unit                                     |
| 1975                                | Deewaar                                              | Yash Chopra                                        | India                                            |
| 1975                                | Dog Day Afternoon                                    | Sidney Lumet                                       | SUA                                              |
| 1975                                | One Flew Over the Cuckoo's Nest                      | Miloš Forman                                       | SUA                                              |
| 1975                                | Maynila: Sa mga kuko ng liwanag                      | Lino Brocka                                        | Philippines                                      |
| 1975                                | Faustrecht der Freiheit                              | Rainer Werner Fassbinder                           | Germania                                         |
| 1975                                | Nashville                                            | Robert Altman                                      | SUA                                              |
| 1975                                | Salò o le 120 giornate di Sodoma                     | Pier Paolo Pasolini                                | Italia, Franța                                   |
| 1975                                | Picnic at Hanging Rock                               | Peter Weir                                         | Australia                                        |
| 1975                                | India Song                                           | Marguerite Duras                                   | Franța                                           |
| 1975                                | Jaws                                                 | Steven Spielberg                                   | SUA                                              |
| 1975                                | Le vieux fusil                                       | Robert Enrico                                      | Franța, Germania                                 |
| 1976                                | Ai no korîda                                         | Nagisa Oshima                                      | Japan, Franța                                    |
| 1976                                | All the President's Men                              | Alan J. Pakula                                     | SUA                                              |
| 1976                                | Cría cuervos                                         | Carlos Saura                                       | Spain                                            |
| 1976                                | The Man Who Fell to Earth                            | Nicolas Roeg                                       | Regatul Unit                                     |
| 1976                                | The Outlaw Josey Wales                               | Clint Eastwood                                     | SUA                                              |
| 1976                                | The Killing of a Chinese Bookie                      | John Cassavetes                                    | SUA                                              |
| 1976                                | Network                                              | Sidney Lumet                                       | SUA                                              |
| 1976                                | Carrie                                               | Brian De Palma                                     | SUA                                              |
| 1976                                | Taxi Driver                                          | Martin Scorsese                                    | SUA                                              |
| 1976                                | Rocky                                                | John G. Avildsen                                   | SUA                                              |
| 1977                                | Der amerikanische Freund                             | Wim Wenders                                        | Germania, Franța                                 |
| 1977                                | Annie Hall                                           | Woody Allen                                        | SUA                                              |
| 1977                                | Voskhozhdenie                                        | Larisa Shepitko                                    | Rusia (URSS)                                     |
| 1977                                | Close Encounters of the Third Kind                   | Steven Spielberg                                   | SUA                                              |
| 1977                                | The Last Wave                                        | Peter Weir                                         | Australia                                        |
| 1977                                | Star Wars                                            | George Lucas                                       | SUA                                              |
| 1977                                | Stroszek                                             | Werner Herzog                                      | Germania                                         |
| 1977                                | Ceddo                                                | Ousmane Sembène                                    | Senegal                                          |
| 1977                                | Suspiria                                             | Dario Argento                                      | Italia, Germania                                 |
| 1977                                | Sleeping Dogs                                        | Roger Donaldson                                    | New Zealand                                      |
| 1977                                | Last Chants for a Slow Dance                         | Jon Jost                                           | SUA                                              |
| 1977                                | Czlowiek z marmuru                                   | Andrzej Wajda                                      | Polonia                                          |
| 1977                                | Saturday Night Fever                                 | John Badham                                        | SUA                                              |
| 1977                                | Eraserhead                                           | David Lynch                                        | SUA                                              |
| 1977                                | Soldaat van Oranje                                   | Paul Verhoeven                                     | Belgium, Netherlands                             |
| 1977                                | The Hills Have Eyes                                  | Wes Craven                                         | SUA                                              |
| 1978                                | Days of Heaven                                       | Terrence Malick                                    | SUA                                              |
| 1978                                | Halloween                                            | John Carpenter                                     | SUA                                              |
| 1978                                | L'albero degli zoccoli                               | Ermanno Olmi                                       | Italia, Franța                                   |
| 1978                                | The Chant of Jimmie Blacksmith                       | Fred Schepisi                                      | Australia                                        |
| 1978                                | The Deer Hunter                                      | Michael Cimino                                     | SUA                                              |
| 1978                                | Dawn of the Dead                                     | George A. Romero                                   | SUA, Italia                                      |
| 1978                                | Up in Smoke                                          | Lou Adler                                          | SUA                                              |
| 1978                                | Grease                                               | Randal Kleiser                                     | SUA                                              |
| 1978                                | Shao Lin san shi liu fang                            | Liu Chia-Liang                                     | Hong Kong                                        |
| 1978                                | Killer of Sheep                                      | Charles Burnett                                    | SUA                                              |
| 1979                                | Alien                                                | Ridley Scott                                       | SUA                                              |
| 1979                                | All That Jazz                                        | Bob Fosse                                          | SUA                                              |
| 1979                                | Apocalypse Now                                       | Francis Ford Coppola                               | SUA                                              |
| 1979                                | Die Ehe der Maria Braun                              | Rainer Werner Fassbinder                           | Germania                                         |
| 1979                                | Nosferatu: Phantom der Nacht                         | Werner Herzog                                      | Germania, Franța                                 |
| 1979                                | Stalker                                              | Andrei Tarkovsky                                   | Germania, Rusia (URSS)                           |
| 1979                                | Life of Brian                                        | Terry Jones                                        | Regatul Unit                                     |
| 1979                                | Real Life                                            | Albert Brooks                                      | SUA                                              |
| 1979                                | Breaking Away                                        | Peter Yates                                        | SUA                                              |
| 1979                                | Being There                                          | Hal Ashby                                          | SUA, Regatul Unit, Germania, Japan               |
| 1979                                | Manhattan                                            | Woody Allen                                        | SUA                                              |
| 1979                                | The Muppet Movie                                     | James Frawley                                      | SUA, Regatul Unit                                |
| 1979                                | Cristo si è fermato a Eboli                          | Franțasco Rosi                                     | Italia                                           |
| 1979                                | Mad Max                                              | George Miller                                      | Australia                                        |
| 1979                                | Die Blechtrommel                                     | Volker Schlöndorff                                 | Germania, Franța, Polonia, Yugoslavia            |
| 1979                                | The Jerk                                             | Carl Reiner                                        | SUA                                              |
| 1979                                | Kramer vs. Kramer                                    | Robert Benton                                      | SUA                                              |
| 1980                                | Airplane!                                            | Jim Abrahams, David Zucker, Jerry Zucker           | SUA                                              |
| 1980                                | Atlantic City, USA                                   | Louis Malle                                        | SUA, Canada, Franța                              |
| 1980                                | Ordinary People                                      | Robert Redford                                     | SUA                                              |
| 1980                                | The Empire Strikes Back                              | Irvin Kershner                                     | SUA                                              |
| 1980                                | Le dernier métro                                     | François Truffaut                                  | Franța                                           |
| 1980                                | The Shining                                          | Stanley Kubrick                                    | Regatul Unit                                     |
| 1980                                | The Elephant Man                                     | David Lynch                                        | Regatul Unit, SUA                                |
| 1980                                | The Big Red One                                      | Samuel Fuller                                      | SUA                                              |
| 1980                                | Loulou                                               | Maurice Pialat                                     | Franța                                           |
| 1980                                | Raging Bull                                          | Martin Scorsese                                    | SUA                                              |
| 1981                                | An American Werewolf in London                       | John Landis                                        | SUA, Regatul Unit                                |
| 1981                                | Diva                                                 | Jean-Jacques Beineix                               | Franța                                           |
| 1981                                | Raiders of the Lost Ark                              | Steven Spielberg                                   | SUA                                              |
| 1981                                | Das Boot                                             | Wolfgang Petersen                                  | Germania                                         |
| 1981                                | Gallipoli                                            | Peter Weir                                         | Australia                                        |
| 1981                                | Chariots of Fire                                     | Hugh Hudson                                        | Regatul Unit                                     |
| 1981                                | Body Heat                                            | Lawrence Kasdan                                    | SUA                                              |
| 1981                                | Le Professionnel                                     | Georges Lautner                                    | Franța                                           |
| 1981                                | Czlowiek z zelaza                                    | Andrzej Wajda                                      | Polonia                                          |
| 1981                                | Reds                                                 | Warren Beatty                                      | SUA                                              |
| 1981                                | The Evil Dead                                        | Sam Raimi                                          | SUA                                              |
| 1982                                | E.T. the Extra-Terrestrial                           | Steven Spielberg                                   | SUA                                              |
| 1982                                | Fast Times at Ridgemont High                         | Amy Heckerling                                     | SUA                                              |
| 1982                                | Trop tôt/Trop tard                                   | Jean-Marie Straub, Danièle Huillet                 | Franța                                           |
| 1982                                | Poltergeist                                          | Tobe Hooper                                        | SUA                                              |
| 1982                                | Yol                                                  | Yılmaz Güney, Șerif Gören                          | Turkey, Elveția, Franța                          |
| 1982                                | Blade Runner                                         | Ridley Scott                                       | SUA                                              |
| 1982                                | Diner                                                | Barry Levinson                                     | SUA                                              |
| 1982                                | Tootsie                                              | Sydney Pollack                                     | SUA                                              |
| 1982                                | Fitzcarraldo                                         | Werner Herzog                                      | Germania, Peru                                   |
| 1982                                | Gandhi                                               | Richard Attenborough                               | Regatul Unit, India                              |
| 1982                                | The Thing                                            | John Carpenter                                     | SUA                                              |
| 1982                                | Fanny och Alexander                                  | Ingmar Bergman                                     | Suedia                                           |
| 1982                                | La notte di San Lorenzo                              | Paolo Taviani, Vittorio Taviani                    | Italia                                           |
| 1982                                | De stilte rond Christine M.                          | Marleen Gorris                                     | Netherlands                                      |
| 1982                                | The Draughtsman's Contract                           | Peter Greenaway                                    | Regatul Unit                                     |
| 1982                                | Koyaanisqatsi                                        | Godfrey Reggio                                     | SUA                                              |
| 1982                                | The King of Comedy                                   | Martin Scorsese                                    | SUA                                              |
| 1983                                | A Christmas Story                                    | Bob Clark                                          | SUA, Canada                                      |
| 1983                                | L'argent                                             | Robert Bresson                                     | Franța, Elveția                                  |
| 1983                                | The Right Stuff                                      | Philip Kaufman                                     | SUA                                              |
| 1983                                | The Big Chill                                        | Lawrence Kasdan                                    | SUA                                              |
| 1983                                | Sans soleil                                          | Chris Marker                                       | Franța                                           |
| 1983                                | Return of the Jedi                                   | Richard Marquand                                   | SUA                                              |
| 1983                                | Narayama bushikô                                     | Shōhei Imamura                                     | Japan                                            |
| 1983                                | Terms of Endearment                                  | James L. Brooks                                    | SUA                                              |
| 1983                                | El Norte                                             | Gregory Nava                                       | SUA, Regatul Unit                                |
| 1983                                | De vierde man                                        | Paul Verhoeven                                     | Netherlands                                      |
| 1983                                | Videodrome                                           | David Cronenberg                                   | SUA, Canada                                      |
| 1983                                | Scarface                                             | Brian De Palma                                     | SUA                                              |
| 1983                                | Local Hero                                           | Bill Forsyth                                       | Regatul Unit                                     |
| 1984                                | Amadeus                                              | Miloš Forman                                       | SUA                                              |
| 1984                                | Once Upon a Time in America                          | Sergio Leone                                       | SUA, Italia                                      |
| 1984                                | The Terminator                                       | James Cameron                                      | SUA                                              |
| 1984                                | The Natural                                          | Barry Levinson                                     | SUA                                              |
| 1984                                | Ghostbusters                                         | Ivan Reitman                                       | SUA                                              |
| 1984                                | Paris, Texas                                         | Wim Wenders                                        | Regatul Unit, Germania, Franța                   |
| 1984                                | A Nightmare on Elm Street                            | Wes Craven                                         | SUA                                              |
| 1984                                | This Is Spinal Tap                                   | Rob Reiner                                         | SUA                                              |
| 1984                                | A Passage to India                                   | David Lean                                         | Regatul Unit                                     |
| 1984                                | Beverly Hills Cop                                    | Martin Brest                                       | SUA                                              |
| 1984                                | The Killing Fields                                   | Roland Joffé                                       | Regatul Unit                                     |
| 1984                                | Stranger Than Paradise                               | Jim Jarmusch                                       | SUA, Germania                                    |
| 1985                                | Back to the Future                                   | Robert Zemeckis                                    | SUA                                              |
| 1985                                | Prizzi's Honor                                       | John Huston                                        | SUA                                              |
| 1985                                | Tóngnián wangshì                                     | Hou Hsiao-hsien                                    | Taiwan                                           |
| 1985                                | The Breakfast Club                                   | John Hughes                                        | SUA                                              |
| 1985                                | Idi i smotri                                         | Elem Klimov                                        | Rusia (URSS), Belarus (URSS)                     |
| 1985                                | Mishima: A Life in Four Chapters                     | Paul Schrader                                      | SUA                                              |
| 1985                                | Out of Africa                                        | Sydney Pollack                                     | SUA                                              |
| 1985                                | Ran                                                  | Akira Kurosawa                                     | Japan, Franța                                    |
| 1985                                | Brazil                                               | Terry Gilliam                                      | Regatul Unit                                     |
| 1985                                | Kiss of the Spider Woman                             | Héctor Babenco                                     | Brazil, SUA, Argentina                           |
| 1985                                | The Quiet Earth                                      | Geoff Murphy                                       | New Zealand                                      |
| 1985                                | The Purple Rose of Cairo                             | Woody Allen                                        | SUA                                              |
| 1985                                | Sans toit ni loi                                     | Agnès Varda                                        | Regatul Unit, Franța                             |
| 1985                                | Shoah                                                | Claude Lanzmann                                    | Franța                                           |
| 1985                                | The Color Purple                                     | Steven Spielberg                                   | SUA                                              |
| 1985                                | A Room with a View                                   | James Ivory                                        | Regatul Unit                                     |
| 1985                                | Sherman's March                                      | Ross McElwee                                       | SUA                                              |
| 1985                                | Tampopo                                              | Juzo Itami                                         | Japan                                            |
| 1986                                | Aliens                                               | James Cameron                                      | SUA, Regatul Unit                                |
| 1986                                | Manhunter                                            | Michael Mann                                       | SUA                                              |
| 1986                                | Blue Velvet                                          | David Lynch                                        | SUA                                              |
| 1986                                | Hannah and Her Sisters                               | Woody Allen                                        | SUA                                              |
| 1986                                | She's Gotta Have It                                  | Spike Lee                                          | SUA                                              |
| 1986                                | Children of a Lesser God                             | Randa Haines                                       | SUA                                              |
| 1986                                | Caravaggio                                           | Derek Jarman                                       | Regatul Unit                                     |
| 1986                                | Salvador                                             | Oliver Stone                                       | SUA                                              |
| 1986                                | Platoon                                              | Oliver Stone                                       | SUA                                              |
| 1986                                | Down by Law                                          | Jim Jarmusch                                       | SUA, Germania                                    |
| 1986                                | Le déclin de l'empire américain                      | Denys Arcand                                       | Canada                                           |
| 1986                                | Do ma daan                                           | Tsui Hark                                          | Hong Kong                                        |
| 1986                                | Ferris Bueller's Day Off                             | John Hughes                                        | SUA                                              |
| 1986                                | The Fly                                              | David Cronenberg                                   | SUA                                              |
| 1986                                | Top Gun                                              | Tony Scott                                         | SUA                                              |
| 1986                                | Stand by Me                                          | Rob Reiner                                         | SUA                                              |
| 1986                                | Dao ma zei                                           | Tian Zhuangzhuang                                  | China                                            |
| 1986                                | Henry: Portrait of a Serial Killer                   | John McNaughton                                    | SUA                                              |
| 1987                                | Au revoir les enfants                                | Louis Malle                                        | Franța, Germania                                 |
| 1987                                | Babettes gæstebud                                    | Gabriel Axel                                       | Danemarca                                        |
| 1987                                | Raising Arizona                                      | Joel Coen                                          | SUA                                              |
| 1987                                | Yeelen                                               | Souleymane Cissé                                   | Mali                                             |
| 1987                                | Der Himmel über Berlin                               | Wim Wenders                                        | Germania, Franța                                 |
| 1987                                | Withnail & I                                         | Bruce Robinson                                     | Regatul Unit                                     |
| 1987                                | The Princess Bride                                   | Rob Reiner                                         | SUA                                              |
| 1987                                | Sien nui yau wan                                     | Ching Siu-Tung                                     | Hong Kong                                        |
| 1987                                | Full Metal Jacket                                    | Stanley Kubrick                                    | SUA                                              |
| 1987                                | Broadcast News                                       | James L. Brooks                                    | SUA                                              |
| 1987                                | Good Morning, Vietnam                                | Barry Levinson                                     | SUA                                              |
| 1987                                | Moonstruck                                           | Norman Jewison                                     | SUA                                              |
| 1987                                | Wall Street                                          | Oliver Stone                                       | SUA                                              |
| 1987                                | The Untouchables                                     | Brian De Palma                                     | SUA                                              |
| 1987                                | Hong gao liang                                       | Zhang Yimou                                        | China                                            |
| 1987                                | Fatal Attraction                                     | Adrian Lyne                                        | SUA                                              |
| 1987                                | The Dead                                             | John Huston                                        | SUA                                              |
| 1987                                | RoboCop                                              | Paul Verhoeven                                     | SUA                                              |
| 1987                                | Akira                                                | Katsuhiro Otomo                                    | Japan                                            |
| 1987                                | Neco z Alenky                                        | Jan Švankmajer                                     | Czechia (Czechoslovakia)                         |
| 1988                                | Ariel                                                | Aki Kaurismäki                                     | Finland                                          |
| 1988                                | Bull Durham                                          | Ron Shelton                                        | SUA                                              |
| 1988                                | Hôtel Terminus                                       | Marcel Ophüls                                      | Franța, SUA                                      |
| 1988                                | Mujeres al borde de un ataque de nervios             | Pedro Almodóvar                                    | Spain                                            |
| 1988                                | Spoorloos                                            | George Sluizer                                     | Netherlands, Franța                              |
| 1988                                | The Thin Blue Line                                   | Errol Morris                                       | SUA                                              |
| 1988                                | A Fish Called Wanda                                  | Charles Crichton                                   | Regatul Unit                                     |
| 1988                                | Une histoire de vent                                 | Joris Ivens, Marceline Loridan                     | Netherlands, Regatul Unit, Franța, Germania      |
| 1988                                | The Naked Gun: From the Files of Police Squad!       | David Zucker                                       | SUA                                              |
| 1988                                | Nuovo Cinema Paradiso                                | Giuseppe Tornatore                                 | Italia, Franța                                   |
| 1988                                | Hotaru no haka                                       | Isao Takahata                                      | Japan                                            |
| 1988                                | Big                                                  | Penny Marshall                                     | SUA                                              |
| 1988                                | Who Framed Roger Rabbit                              | Robert Zemeckis                                    | SUA                                              |
| 1988                                | Rain Man                                             | Barry Levinson                                     | SUA                                              |
| 1988                                | Die Hard                                             | John McTiernan                                     | SUA                                              |
| 1988                                | Dangerous Liaisons                                   | Stephen Frears                                     | SUA, Regatul Unit                                |
| 1988                                | Dead Ringers                                         | David Cronenberg                                   | Canada, SUA                                      |
| 1988                                | Distant Voices, Still Lives                          | Terence Davies                                     | Regatul Unit                                     |
| 1989                                | Dekalog                                              | Krzysztof Kieślowski                               | Polonia                                          |
| 1989                                | When Harry Met Sally...                              | Rob Reiner                                         | SUA                                              |
| 1989                                | Crimes and Misdemeanors                              | Woody Allen                                        | SUA                                              |
| 1989                                | Batman                                               | Tim Burton                                         | SUA                                              |
| 1989                                | Field of Dreams                                      | Phil Alden Robinson                                | SUA                                              |
| 1989                                | Glory                                                | Edward Zwick                                       | SUA                                              |
| 1989                                | The Cook, the Thief, His Wife & Her Lover            | Peter Greenaway                                    | Franța, Netherlands, Regatul Unit,               |
| 1989                                | My Left Foot                                         | Jim Sheridan                                       | Ireland, Regatul Unit                            |
| 1989                                | Dip huet seung hung                                  | John Woo                                           | Hong Kong                                        |
| 1989                                | Drugstore Cowboy                                     | Gus Van Sant                                       | SUA                                              |
| 1989                                | Do the Right Thing                                   | Spike Lee                                          | SUA                                              |
| 1989                                | The Unbelievable Truth                               | Hal Hartley                                        | SUA                                              |
| 1989                                | Roger & Me                                           | Michael Moore                                      | SUA                                              |
| 1989                                | Sex, Lies, and Videotape                             | Steven Soderbergh                                  | SUA                                              |
| 1989                                | Beiqíng chéngshì                                     | Hou Hsiao-hsien                                    | Taiwan                                           |
| 1989                                | Tongues Untied                                       | Marlon Riggs                                       | SUA                                              |
| 1990                                | Astenicheskiy sindrom                                | Kira Muratova                                      | Ukraine (URSS)                                   |
| 1990                                | Archangel                                            | Guy Maddin                                         | Canada                                           |
| 1990                                | Cyrano de Bergerac                                   | Jean-Paul Rappeneau                                | Franța, Hungary                                  |
| 1990                                | Trust                                                | Hal Hartley                                        | SUA, Regatul Unit                                |
| 1990                                | S'en fout la mort                                    | Claire Denis                                       | Franța, Germania                                 |
| 1990                                | Goodfellas                                           | Martin Scorsese                                    | SUA                                              |
| 1990                                | Nema-ye Nazdik                                       | Abbas Kiarostami                                   | Iran                                             |
| 1990                                | King of New York                                     | Abel Ferrara                                       | SUA, Italia                                      |
| 1990                                | Pretty Woman                                         | Garry Marshall                                     | SUA                                              |
| 1990                                | Dances with Wolves                                   | Kevin Costner                                      | SUA                                              |
| 1990                                | Total Recall                                         | Paul Verhoeven                                     | SUA                                              |
| 1990                                | Edward Scissorhands                                  | Tim Burton                                         | SUA                                              |
| 1990                                | Europa Europa                                        | Agnieszka Holland                                  | Germania, Franța, Polonia                        |
| 1991                                | Ruan Lingyu                                          | Stanley Kwan                                       | Hong Kong                                        |
| 1991                                | Boyz n the Hood                                      | John Singleton                                     | SUA                                              |
| 1991                                | La belle noiseuse                                    | Jacques Rivette                                    | Franța, Elveția                                  |
| 1991                                | The Rapture                                          | Michael Tolkin                                     | SUA                                              |
| 1991                                | Gu ling jie shao nian sha ren shi jian               | Edward Yang                                        | Taiwan                                           |
| 1991                                | JFK                                                  | Oliver Stone                                       | SUA                                              |
| 1991                                | Slacker                                              | Richard Linklater                                  | SUA                                              |
| 1991                                | Wong Fei Hung                                        | Tsui Hark                                          | Hong Kong                                        |
| 1991                                | Thelma & Louise                                      | Ridley Scott                                       | SUA                                              |
| 1991                                | My Own Private Idaho                                 | Gus Van Sant                                       | SUA                                              |
| 1991                                | The Silence of the Lambs                             | Jonathan Demme                                     | SUA                                              |
| 1991                                | Terminator 2: Judgment Day                           | James Cameron                                      | SUA, Franța                                      |
| 1991                                | Delicatessen                                         | Jean-Pierre Jeunet, Marc Caro                      | Franța                                           |
| 1991                                | La double vie de Veronique                           | Krzysztof Kieślowski                               | Franța, Polonia, Norway                          |
| 1991                                | Da hong deng long gao gao gua                        | Zhang Yimou                                        | China, Hong Kong, Taiwan                         |
| 1991                                | Hearts of Darkness: A Filmmaker's Apocalypse         | Fax Bahr, George Hickenlooper, Eleanor Coppola     | SUA                                              |
| 1992                                | Romper Stomper                                       | Geoffrey Wright                                    | Australia                                        |
| 1992                                | Strictly Ballroom                                    | Baz Luhrmann                                       | Australia                                        |
| 1992                                | The Player                                           | Robert Altman                                      | SUA                                              |
| 1992                                | Reservoir Dogs                                       | Quentin Tarantino                                  | SUA                                              |
| 1992                                | Glengarry Glen Ross                                  | James Foley                                        | SUA                                              |
| 1992                                | Conte d'hiver                                        | Éric Rohmer                                        | Franța                                           |
| 1992                                | Unforgiven                                           | Clint Eastwood                                     | SUA                                              |
| 1992                                | C'est arrivé près de chez vous                       | Rémy Belvaux, André Bonzel, Benoît Poelvoorde      | Belgium                                          |
| 1992                                | The Crying Game                                      | Neil Jordan                                        | Regatul Unit, Japan                              |
| 1993                                | Ba wang bie ji                                       | Chen Kaige                                         | China                                            |
| 1993                                | Les Visiteurs                                        | Jean-Marie Poiré                                   | Franța                                           |
| 1993                                | Philadelphia                                         | Jonathan Demme                                     | SUA                                              |
| 1993                                | Xi meng ren sheng                                    | Hou Hsiao-hsien                                    | Taiwan                                           |
| 1993                                | Short Cuts                                           | Robert Altman                                      | SUA                                              |
| 1993                                | Schindler's List                                     | Steven Spielberg                                   | SUA                                              |
| 1993                                | Trois couleurs: Bleu                                 | Krzysztof Kieślowski                               | Franța, Polonia, Elveția                         |
| 1993                                | Groundhog Day                                        | Harold Ramis                                       | SUA                                              |
| 1993                                | The Piano                                            | Jane Campion                                       | Australia, New Zealand, Franța                   |
| 1993                                | Xi yan                                               | Ang Lee                                            | Taiwan, SUA                                      |
| 1993                                | Thirty Two Short Films About Glenn Gould             | François Girard                                    | Canada, Portugal, Netherlands, Finland           |
| 1993                                | Jurassic Park                                        | Steven Spielberg                                   | SUA                                              |
| 1993                                | Caro diario                                          | Nanni Moretti                                      | Italia, Franța                                   |
| 1994                                | The Adventures of Priscilla, Queen of the Desert     | Stephan Elliott                                    | Australia                                        |
| 1994                                | The Lion King                                        | Roger Allers, Rob Minkoff                          | SUA                                              |
| 1994                                | The Last Seduction                                   | John Dahl                                          | SUA                                              |
| 1994                                | Les roseaux sauvages                                 | André Téchiné                                      | Franța                                           |
| 1994                                | Crumb                                                | Terry Zwigoff                                      | SUA                                              |
| 1994                                | Heavenly Creatures                                   | Peter Jackson                                      | Regatul Unit, Germania, New Zealand              |
| 1994                                | Pulp Fiction                                         | Quentin Tarantino                                  | SUA                                              |
| 1994                                | Trois couleurs: Rouge                                | Krzysztof Kieślowski                               | Franța, Polonia, Elveția                         |
| 1994                                | Natural Born Killers                                 | Oliver Stone                                       | SUA                                              |
| 1994                                | Muriel's Wedding                                     | P. J. Hogan                                        | Australia, Franța                                |
| 1994                                | Hoop Dreams                                          | Steve James                                        | SUA                                              |
| 1994                                | Sátántangó                                           | Béla Tarr                                          | Hungary, Germania, Elveția                       |
| 1994                                | Clerks                                               | Kevin Smith                                        | SUA                                              |
| 1994                                | Four Weddings and a Funeral                          | Mike Newell                                        | Regatul Unit                                     |
| 1994                                | Forrest Gump                                         | Robert Zemeckis                                    | SUA                                              |
| 1994                                | Zire darakhatan zeyton                               | Abbas Kiarostami                                   | Franța, Iran                                     |
| 1994                                | The Shawshank Redemption                             | Frank Darabont                                     | SUA                                              |
| 1994                                | Chung Hing sam lam                                   | Wong Kar-wai                                       | Hong Kong                                        |
| 1994                                | Riget                                                | Lars von Trier                                     | Danemarca, Franța, Germania, Suedia              |
| 1994                                | Léon: The Professional                               | Luc Besson                                         | Franța                                           |
| 1994                                | Lamerica                                             | Gianni Amelio                                      | Italia                                           |
| 1995                                | Babe                                                 | Chris Noonan                                       | Australia, SUA                                   |
| 1995                                | Braveheart                                           | Mel Gibson                                         | SUA                                              |
| 1995                                | Deseret                                              | James Benning                                      | SUA                                              |
| 1995                                | Se7en                                                | David Fincher                                      | SUA                                              |
| 1995                                | Smoke                                                | Wayne Wang                                         | SUA, Germania                                    |
| 1995                                | Badkonake sefid                                      | Jafar Panahi                                       | Iran                                             |
| 1995                                | Underground                                          | Emir Kusturica                                     | Franța, Serbia (Yugoslavia), Germania, Hungary   |
| 1995                                | Dilwale Dulhania Le Jayenge                          | Aditya Chopra                                      | India                                            |
| 1995                                | Xích lô                                              | Trần Anh Hùng                                      | Vietnam, Franța                                  |
| 1995                                | Clueless                                             | Amy Heckerling                                     | SUA                                              |
| 1995                                | Safe                                                 | Todd Haynes                                        | SUA, Regatul Unit                                |
| 1995                                | Heat                                                 | Michael Mann                                       | SUA                                              |
| 1995                                | Toy Story                                            | John Lasseter                                      | SUA                                              |
| 1995                                | Dead Man                                             | Jim Jarmusch                                       | SUA, Germania, Japan                             |
| 1995                                | The Usual Suspects                                   | Bryan Singer                                       | SUA, Germania                                    |
| 1995                                | Kjærlighetens kjøtere                                | Hans Petter Moland                                 | Norway, Suedia                                   |
| 1996                                | Trainspotting                                        | Danny Boyle                                        | Regatul Unit                                     |
| 1996                                | Fargo                                                | Joel Coen                                          | SUA, Regatul Unit                                |
| 1996                                | Gabbeh                                               | Mohsen Makhmalbaf                                  | Iran, Franța                                     |
| 1996                                | Trois vies et une seule mort                         | Raúl Ruiz                                          | Franța, Portugal                                 |
| 1996                                | Shine                                                | Scott Hicks                                        | Australia                                        |
| 1996                                | Scream                                               | Wes Craven                                         | SUA                                              |
| 1996                                | Secrets & Lies                                       | Mike Leigh                                         | Franța, Regatul Unit                             |
| 1996                                | The English Patient                                  | Anthony Minghella                                  | SUA                                              |
| 1996                                | Lone Star                                            | John Sayles                                        | SUA                                              |
| 1996                                | Breaking the Waves                                   | Lars von Trier                                     | Danemarca, Suedia, Franța, Netherlands, Norway   |
| 1996                                | Independence Day                                     | Roland Emmerich                                    | SUA                                              |
| 1997                                | Abre los ojos                                        | Alejandro Amenábar                                 | Spain, Franța, Italia                            |
| 1997                                | The Ice Storm                                        | Ang Lee                                            | SUA                                              |
| 1997                                | Hana-bi                                              | Takeshi Kitano                                     | Japan                                            |
| 1997                                | Boogie Nights                                        | Paul Thomas Anderson                               | SUA                                              |
| 1997                                | L.A. Confidential                                    | Curtis Hanson                                      | SUA                                              |
| 1997                                | Funny Games                                          | Michael Haneke                                     | Austria                                          |
| 1997                                | The Sweet Hereafter                                  | Atom Egoyan                                        | Canada                                           |
| 1997                                | Titanic                                              | James Cameron                                      | SUA                                              |
| 1997                                | Ta'm e guilass                                       | Abbas Kiarostami                                   | Iran                                             |
| 1998                                | Saving Private Ryan                                  | Steven Spielberg                                   | SUA                                              |
| 1998                                | Lola rennt                                           | Tom Tykwer                                         | Germania                                         |
| 1998                                | Rushmore                                             | Wes Anderson                                       | SUA                                              |
| 1998                                | Festen                                               | Thomas Vinterberg                                  | Danemarca                                        |
| 1998                                | Ringu                                                | Hideo Nakata                                       | Japan                                            |
| 1998                                | Happiness                                            | Todd Solondz                                       | SUA                                              |
| 1998                                | The Thin Red Line                                    | Terrence Malick                                    | Canada, SUA                                      |
| 1999                                | Toy Story 2                                          | John Lasseter                                      | SUA                                              |
| 1999                                | The Blair Witch Project                              | Daniel Myrick, Eduardo Sánchez                     | SUA                                              |
| 1999                                | Being John Malkovich                                 | Spike Jonze                                        | SUA                                              |
| 1999                                | The Sixth Sense                                      | M. Night Shyamalan                                 | SUA                                              |
| 1999                                | Fight Club                                           | David Fincher                                      | SUA                                              |
| 1999                                | Ôdishon                                              | Takashi Miike                                      | Japan, Coreea de Sud                             |
| 1999                                | Beau travail                                         | Claire Denis                                       | Franța                                           |
| 1999                                | Todo sobre mi madre                                  | Pedro Almodóvar                                    | Spain, Franța                                    |
| 1999                                | The Matrix                                           | The Wachowskis                                     | SUA                                              |
| 2000                                | Les glaneurs et la glaneuse                          | Agnès Varda                                        | Franța                                           |
| 2000                                | Faa yeung nin wa                                     | Wong Kar-wai                                       | Franța, Hong Kong                                |
| 2000                                | Gladiator                                            | Ridley Scott                                       | Regatul Unit, SUA                                |
| 2000                                | Requiem for a Dream                                  | Darren Aronofsky                                   | SUA                                              |
| 2000                                | Memento                                              | Christopher Nolan                                  | SUA                                              |
| 2000                                | Wo hu cang long                                      | Ang Lee                                            | SUA, Hong Kong, China, Taiwan                    |
| 2001                                | The Lord of the Rings: The Fellowship of the Ring    | Peter Jackson                                      | SUA, New Zealand                                 |
| 2001                                | Sen to Chihiro no kamikakushi                        | Hayao Miyazaki                                     | SUA, Japan                                       |
| 2002                                | The Lord of the Rings: The Two Towers                | Peter Jackson                                      | SUA, New Zealand                                 |
| 2002                                | Russkiy kovcheg                                      | Alexander Sokurov                                  | Rusia                                            |
| 2002                                | Bowling for Columbine                                | Michael Moore                                      | SUA                                              |
| 2002                                | Cidade de Deus                                       | Fernando Meirelles, Kátia Lund                     | Brazil, Franța                                   |
| 2003                                | The Lord of the Rings: The Return of the King        | Peter Jackson                                      | SUA, New Zealand                                 |
| 2003                                | Elephant                                             | Gus Van Sant                                       | SUA                                              |
| 2003                                | Aileen: Life and Death of a Serial Killer            | Nick Broomfield                                    | Regatul Unit                                     |
| 2003                                | Oldeuboi                                             | Park Chan-wook                                     | Coreea de Sud                                    |
| 2003                                | Good Bye Lenin!                                      | Wolfgang Becker                                    | Germania                                         |
| 2003                                | Osama                                                | Siddiq Barmak                                      | Afghanistan                                      |
| 2004                                | Gegen die Wand                                       | Fatih Akın                                         | Germania, Turkey                                 |
| 2004                                | Moolaadé                                             | Ousmane Sembène                                    | Senegal                                          |
| 2004                                | Der Untergang                                        | Oliver Hirschbiegel                                | Germania, Italia, Austria                        |
| 2005                                | Brokeback Mountain                                   | Ang Lee                                            | SUA                                              |
| 2006                                | El laberinto del fauno                               | Guillermo del Toro                                 | Mexico, Spain, SUA                               |
| 2006                                | Das Leben der Anderen                                | Florian Henckel von Donnersmarck                   | Germania                                         |
| 2007                                | Paranormal Activity                                  | Oren Peli                                          | SUA                                              |
| 2007                                | There Will Be Blood                                  | Paul Thomas Anderson                               | SUA                                              |
| 2008                                | The Hurt Locker                                      | Kathryn Bigelow                                    | SUA                                              |
| 2008                                | The Dark Knight                                      | Christopher Nolan                                  | SUA                                              |
| 2008                                | Låt den rätte komma in                               | Tomas Alfredson                                    | Suedia                                           |
| 2009                                | District 9                                           | Neill Blomkamp                                     | SUA, New Zealand, Canada, South Africa           |
| 2009                                | Avatar                                               | James Cameron                                      | SUA                                              |
| 2010                                | Toy Story 3                                          | Lee Unkrich                                        | SUA                                              |
| 2010                                | Nostalgia de la luz                                  | Patricio Guzmán                                    | Chile                                            |
| 2010                                | Inception                                            | Christopher Nolan                                  | SUA, Regatul Unit                                |
| 2010                                | The Social Network                                   | David Fincher                                      | SUA                                              |
| 2011                                | The Artist                                           | Michel Hazanavicius                                | Franța                                           |
| 2012                                | The Cabin in the Woods                               | Drew Goddard                                       | SUA                                              |
| 2013                                | Gravity                                              | Alfonso Cuarón                                     | SUA                                              |
| 2013                                | La vie d'Adèle                                       | Abdellatif Kechiche                                | Franța                                           |
| 2013                                | La grande bellezza                                   | Paolo Sorrentino                                   | Italia                                           |
| 2013                                | 12 Years a Slave                                     | Steve McQueen                                      | SUA, Regatul Unit                                |
| 2014                                | Boyhood                                              | Richard Linklater                                  | SUA                                              |
| 2014                                | Birdman                                              | Alejandro G. Iñárritu                              | SUA                                              |
| 2014                                | The Grand Budapest Hotel                             | Wes Anderson                                       | SUA                                              |
| 2015                                | Star Wars: The Force Awakens                         | J. J. Abrams                                       | SUA                                              |
| 2015                                | Saul fia                                             | László Nemes                                       | Hungary                                          |
| 2015                                | Tangerine                                            | Sean Baker                                         | SUA                                              |
| 2015                                | Mad Max: Fury Road                                   | George Miller                                      | Australia                                        |
| 2016                                | The Handmaiden                                       | Park Chan-Wook                                     | Coreea de Sud                                    |
| 2016                                | La La Land                                           | Damien Chazelle                                    | SUA                                              |
| 2016                                | Toni Erdmann                                         | Maren Ade                                          | Germania, Austria                                |
| 2016                                | 13th                                                 | Ava DuVernay                                       | SUA                                              |
| 2016                                | Moonlight                                            | Barry Jenkins                                      | SUA                                              |
| 2017                                | Lady Bird                                            | Greta Gerwig                                       | SUA                                              |
| 2017                                | Call Me By Your Name                                 | Luca Guadagnino                                    | Italia                                           |
| 2017                                | Blade Runner 2049                                    | Denis Villeneuve                                   | SUA                                              |
| 2017                                | Get Out                                              | Jordan Peele                                       | SUA                                              |
| 2017                                | Phantom Thread                                       | Paul Thomas Anderson                               | SUA                                              |
| 2018                                | Black Panther                                        | Ryan Coogler                                       | SUA                                              |
| 2018                                | Capernaum                                            | Nadine Labaki                                      | Lebanon                                          |
| 2018                                | Avengers: Infinity War                               | Anthony Russo                                      | SUA                                              |
| 2018                                | Roma                                                 | Alfonso Cuarón                                     | Mexico                                           |
| 2018                                | Hereditary                                           | Ari Aster                                          | SUA                                              |
| 2018                                | The Favourite                                        | Yorgos Lanthimos                                   | Regatul Unit                                     |
| 2018                                | Sorry to Bother You                                  | Boots Riley                                        | SUA                                              |
| 2018                                | BlacKkKlansman                                       | Spike Lee                                          | SUA                                              |
| 2019                                | Toy Story 4                                          | Josh Cooley                                        | SUA                                              |
| 2019                                | Avengers: Endgame                                    | Anthony Russo                                      | SUA                                              |
| 2019                                | Portrait of a Lady on Fire                           | Céline Sciamma                                     | Franța                                           |
| 2019                                | For Sama                                             | Waad Al-Kateab, Edward Watts                       | Syria                                            |
| 2019                                | Booksmart                                            | Olivia Wilde                                       | SUA                                              |
| 2019                                | Once Upon a Time in Hollywood                        | Quentin Tarantino                                  | SUA                                              |
| 2019                                | The Farewell                                         | Lulu Wang                                          | SUA                                              |
| 2019                                | Joker                                                | Todd Phillips                                      | SUA                                              |
| 2019                                | Parasite                                             | Bong Joon-ho                                       | Coreea de Sud                                    |
| 2019                                | Monos                                                | Alejandro Landes                                   | Colombia                                         |
| 2019                                | Little Women                                         | Greta Gerwig                                       | SUA                                              |
| 2019                                | The Lighthouse                                       | Robert Eggers                                      | SUA                                              |